# Wojna w Afganistanie (2001–2021)
Wojna w Afganistanie – zespół zapoczątkowanych 7 października 2001 roku militarnych i niemilitarnych operacji wojskowych prowadzonych przez Sojusz Północnoatlantycki i niektóre państwa niebędące członkami NATO na terytorium Afganistanu, w działaniach skierowanych początkowo przeciwko kierowanemu przez talibów i uznawanemu jedynie przez Pakistan, Arabię Saudyjską i Zjednoczone Emiraty Arabskie rządowi Afganistanu oraz jego siłom zbrojnym.
Po militarnym rozbiciu sił sprawujących dotychczas faktyczną władzę nad Afganistanem, które zdobyły ją w wojnie domowej z siłami Sojuszu Północnego, oraz po przeprowadzonych wyborach parlamentarnych i prezydenckich, działania ukierunkowane są na stabilizację sytuacji politycznej i społecznej w Afganistanie oraz budowę infrastruktury kraju. Z uwagi na zakłócenia procesu stabilizacji powtarzającymi się zamachami terrorystycznymi na ludność cywilną oraz atakami zbrojnymi na oddziały wojskowe NATO obecny konflikt w Afganistanie jest najdłuższą wojną od czasu wojny wietnamskiej. Sojusz Północnoatlantycki zapowiedział zakończenie swoich operacji militarnych w Afganistanie najpóźniej w 2014 roku. Według szacunków ONZ z 2010, ponad 70% ofiar cywilnych zginęło w wyniku ataków terrorystycznych i egzekucji prowadzonych przez talibów. 29 lutego 2020 roku USA i talibowie podpisali porozumienie pokojowe, w wyniku którego 15 sierpnia 2021 roku talibowie przejęli Kabul i realną władzę w Afganistanie.

## Geneza
Pod koniec lat 90. do Afganistanu przybył poszukiwany przez USA w związku z oskarżeniami o terroryzm Usama ibn Ladin, a talibowie, rządzący Afganistanem od 1996, z którymi łączył go radykalizm poglądów, udzielili mu gościny. Już w 1998 r. USA zażądały jego wydania za zamachy w Kenii i Tanzanii. Talibowie odmówili, zapewniając jednocześnie Al-Ka’idzie ochronę i logistykę dla baz szkoleniowych organizacji w tym kraju. W sierpniu 1998 na jeden z obozów należących do organizacji bin Ladina spadły amerykańskie pociski typu Tomahawk. W listopadzie 1999 r. ONZ nałożyła na Afganistan sankcje ekonomiczne, również żądając wydania bin Ladina. Sankcje wzmocniono w styczniu 2001 r. (m.in. zakazem sprzedaży broni do Afganistanu).
11 września 2001 roku terroryści z organizacji Al-Ka’ida dokonali zaplanowanego i koordynowanego z terytorium Afganistanu ataku na terytorium USA. Następnego dnia – 12 września – Rada Północnoatlantycka, najwyższe ciało decyzyjne NATO, oświadczyła, że jeśli zostanie ustalone, że atak przeciwko Stanom Zjednoczonym był kierowany z zagranicy, zostanie on uznany za działanie spełniające warunki artykułu 5 Traktatu Waszyngtońskiego (Północnoatlantyckiego) – zobowiązującego do kolektywnej obrony państw członkowskich Sojuszu Północnoatlantyckiego, najważniejszego artykułu traktatu powołującego NATO. 2 października 2001 roku, wszystkie państwa członkowskie NATO oficjalnie uznały, że warunki artykułu 5 traktatu zostały spełnione, co z mocy prawa oznaczało wejście w życie wynikającej z traktatu „klauzuli zobowiązaniowej”, co zobowiązało wszystkie kraje sojuszu do udzielenia Stanom Zjednoczonym niezbędnej pomocy.
20 września 2001 r., w trakcie sesji Kongresu, Prezydent Stanów Zjednoczonych George W. Bush postawił władzom Afganistanu ultimatum:
- wydać Stanom Zjednoczonym liderów Al-Ka’idy przebywających na terytorium Afganistanu,
- uwolnić wszystkich uwięzionych obcych narodowości, w tym 16 obywateli amerykańskich,
- zapewnić ochronę zagranicznym dziennikarzom, dyplomatom i osobom niosącym pomoc humanitarną,
- zamknąć obozy treningowe organizacji terrorystycznych,
- udostępnić Stanom Zjednoczonym pełny dostęp do obozów treningowych organizacji terrorystycznych celem weryfikacji ich zamknięcia.

21 września 2001 r. przedstawiciele Talibanu w ambasadzie w Pakistanie odrzucili ultimatum Busha.
Celem inwazji na Afganistan było rozbicie i rozbrojenie wojsk podległych rządowi talibów, ustanowienie kontroli nad krajem, zainstalowanie tam demokratycznego rządu oraz zapewnienie warunków odbudowy kraju.

## Przebieg działań

### 2001: Inwazja
Około 16:15 czasu UTC (tj około 20:45 czasu lokalnego) w niedzielę 7 października 2001 amerykańskie oraz brytyjskie siły powietrzne rozpoczęły bombardowanie wyznaczonych celów na terenie zajmowanym przez siły Talibanu oraz Al-Ka’idę. W szczególności atak sięgnął celów położonych w stolicy Kabulu, gdzie zbombardowano elektrownię oraz lotnisko, a także Kandahar (siedziba przywódcy Talibanu – mułły Omara) oraz Dżalalabad (obóz treningowy). Taliban określił ten atak jako atak na islam. O godzinie 17:00 (czasu UTC), Prezydent Bush poinformował w wystąpieniu telewizyjnym o podjętych działaniach.
Bombardowania zapoczątkowane zostały przez lotnictwo działające na dużej wysokości z uwagi na możliwość użycia przez talibów pocisków Stinger. W ciągu kilku dni większość talibskich ośrodków szkoleniowych zostało poważnie uszkodzonych. Zniszczony został też talibski system obrony powietrznej. W następnej fazie inwazji bombardowano za pomocą samolotów McDonnell Douglas F/A-18 Hornet talibskie pojazdy. Na linię obrony talibów zrzucano bomby kasetowe.
Na początku listopada 2001 przeciwko talibom użyto bomby konwencjonalnej BLU-82 oraz samolotów szturmowych Lockheed AC-130. 2 listopada 2001 defensywa talibska została zniszczona, co umożliwiło wojskom Sojuszu Północnego marsz na Kabul. Podczas gdy zdobywano Mazar-i-Szarif na północy kraju i odcinano drogę do stolicy, ekstremiści z Al-Ka’idy brali odpowiedzialność za ochronę afgańskich miast pod administracją talibską, co ukazało brak stabilności rządu talibów. W czasie kiedy Sojusz Północny zdobywał kontrolę nad kolejnymi miastami, USA czyniło starania na rzecz odnalezienia Usamy ibn Ladina.

#### Akcja lądowa: Mazar i Szarif

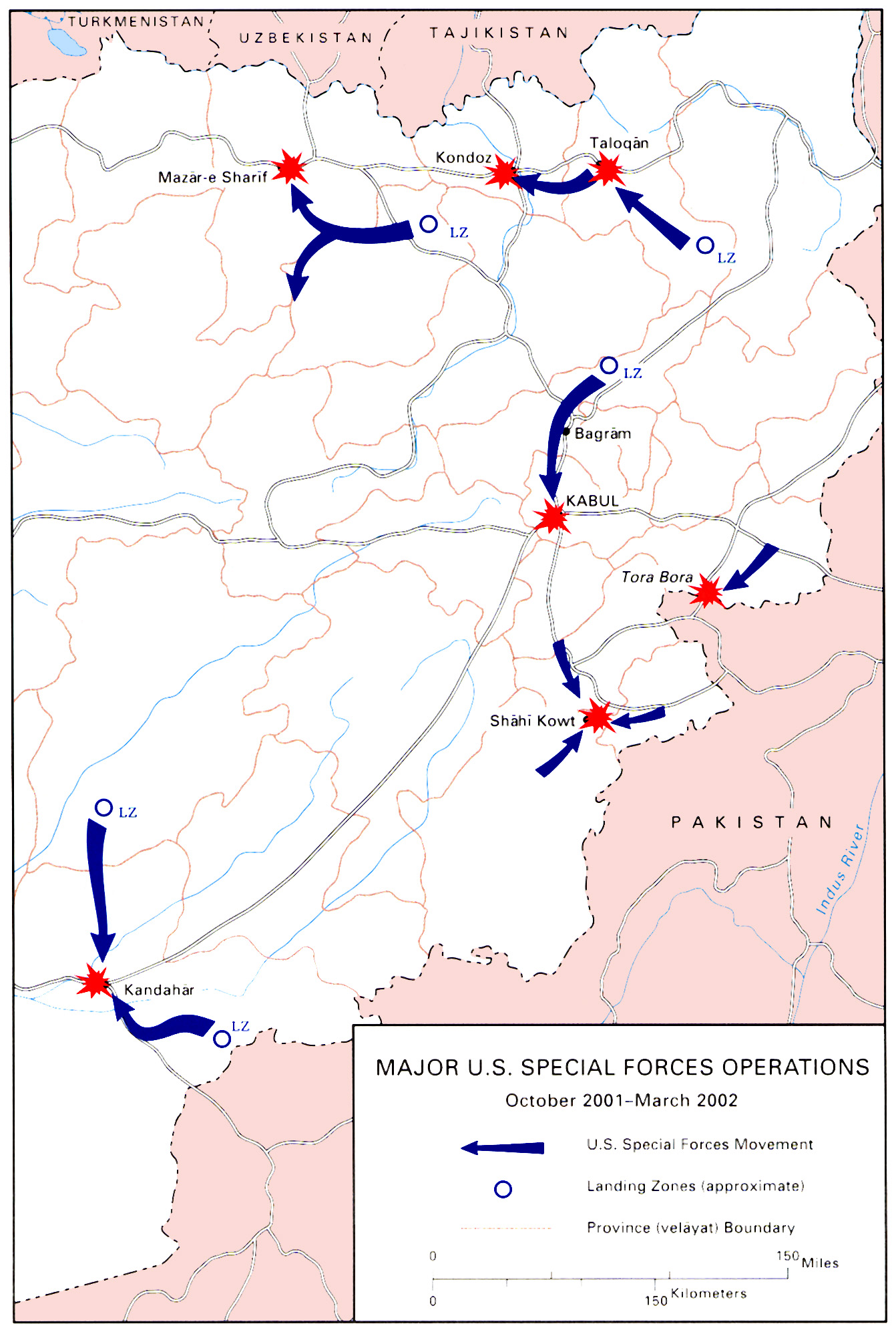
Szlak bojowy amerykańskich sił specjalnych (2001–2002)

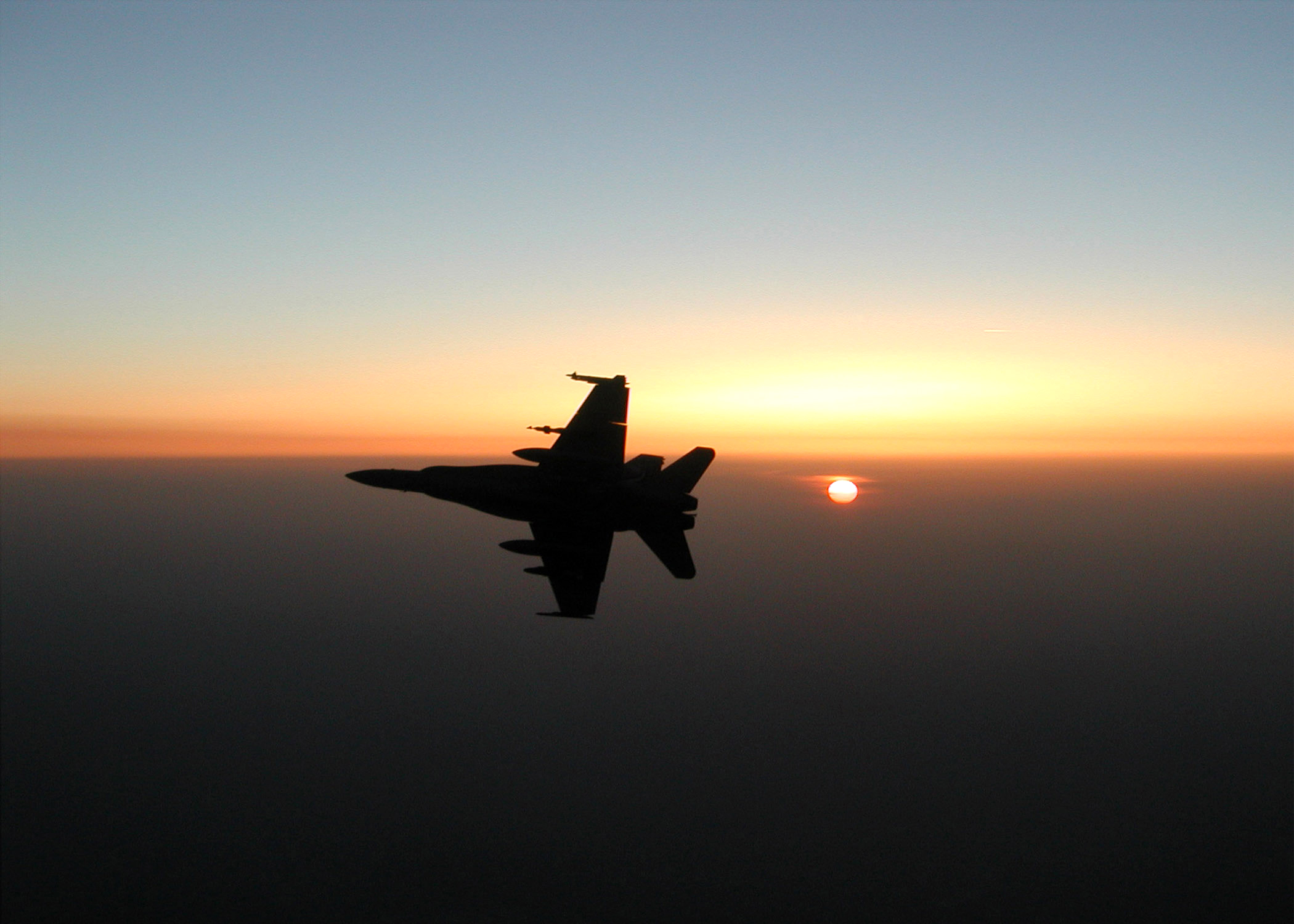
McDonnell Douglas F/A-18 Hornet uczestniczący w bombardowaniach

Od 9 listopada 2001 roku rozpoczęły się działania wokół największego ośrodka miejskiego północnego Afganistanu, tj. Mazar-i Szarif. Atak rozpoczęły bombowce dokonując nalotów dywanowych na pozycje obronne talibów. Ich główne siły skoncentrowane były w rejonie Chesmay-e-Safa ryglując wejście do miasta. O godz. 14. tego dnia siły Sojuszu Północnego zaatakowały miasto od południa i zachodu. Ich celem było opanowania głównych punktów obrony oraz lotniska. Opór talibów był jednak dość mały czego efektem było zdobycie miasta w ciągu 4 godzin od rozpoczęcia szturmu. Mazar-i Szarif będące w rękach talibów od 1998 roku, zostało zdobyte. Następnego dnia siły Sojuszu Północnego przeczesały miasto celem wykrycia i unieszkodliwienia talibskich niedobitków. Około 520 bojowników, w większości ochotników z Pakistanu, znaleziono ukrytych w budynku szkoły.
Po upadku okolicznych wiosek oraz intensywnych bombardowaniach wokół miasta, ostatnie siły talibów wycofały się z miasta. W trakcie walk kilkuset talibów zginęło, a od 500 do 1500 dostało się do niewoli. Część mediów spoza Stanów Zjednoczonych zwróciło uwagę, że nie jest do końca jasne, czy atak Sojuszu Północnego zmusił talibów do wycofania się. Talibowie opuszczali masowo miasta jeszcze na długo przed inwazją. Miasto Mazar-i-Szarif pełniło strategiczną rolę w ochronie linii zaopatrzeniowych oraz zapewniło lotnisko dla amerykańskich samolotów. Zdobycie Mazar-i Sharif spowodowało kompletne załamanie obrony talibów i w szybkim tempie siły Sojuszu Północnego zajęły pięć północnych prowincji.

#### Zdobycie Kabulu
W nocy 12 listopada 2001 większość talibów uciekło ze stolicy spodziewając się szturmu wojsk Sojuszu Północnego. Armia weszła do Kabulu 13 listopada 2001. Miasto zostało w pełni zajęte w ciągu 24 godzin, w czasie których doszło do niewielkich walk.
Upadek stolicy był końcem rządów talibów w Afganistanie. W czasie kiedy siły Sojuszu Północnego weszły do Kabulu na zachodzie kraju upadł Herat, a w centrum Tirin Kot, co umożliwiło atak na Kandahar, a Pasztuni przejęli Dżalalabad na wschodzie. Rozpoczął się także atak na ostatni bastion na północy Afganistanu – Kunduz.
Tymczasem 13 listopada terroryści z Al-Ka’idy przegrupowali się w kompleksach jaskiń Tora Bora przy granicy z Pakistanem i przygotowywali się na atak USA. W bunkrach i jaskiniach przebywało tam ok. 2 tys. talibów i członków Al-Ka’idy. Bombardowania górskiej twierdzy rozpoczęto 16 listopada 2001.

#### Atak na Kunduz
Oblężenie Kunduzu rozpoczęło się zaraz po zdobyciu Mazar-i Szarif. 16 listopada 2001 wojska pod dowództwem Mohammeda Dauda Dauda, podeszły pod Kunduz, zabezpieczając pobliskie miejscowości i rozpoczynając oblężenie. W czasie kiedy Kunduz był oblegany przez Sojusz Północny, lotnictwo amerykańskie stale bombardowało talibów w mieście, osłabiając ich pozycje. Talibowie poddali miasto 26 listopada 2001.

#### Zdobycie Kandaharu

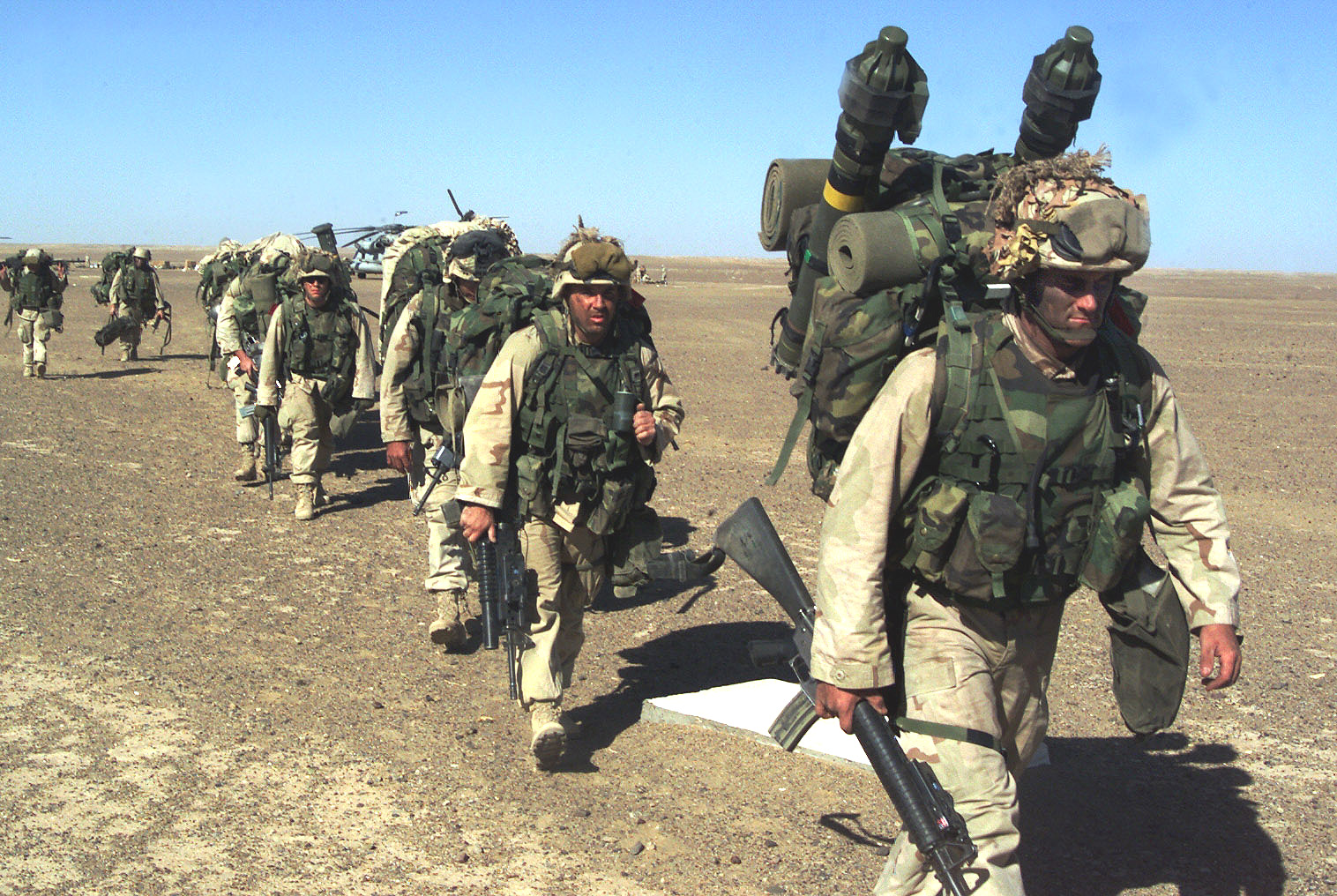
Marines pod Kandaharem, 25 listopada 2001

Pod koniec listopada Sojusz Północny pod dowództwem Hamida Karzaja zaatakował Kandahar, jedną z ostatnich twierdz talibów. W ataku rozpoczętym 22 listopada 2001 udział wzięło ok. 800 plemiennych antytalibskich bojowników, 800 żołnierzy Sojuszu Północnego, a także blisko tysiąc marines. Na pustyni na południe od Kandaharu żołnierze założyli bazę Camp Rhino, z której wyprowadzano ataki. W wyniku ciężkich walk na przełomie listopada oraz grudnia, część talibów opuściło miasto 4 grudnia, a wojska Sojuszu Północnego ogłosiły zajęcie Kandaharu 7 grudnia 2001.

#### Bitwa o twierdzę Tora Bora

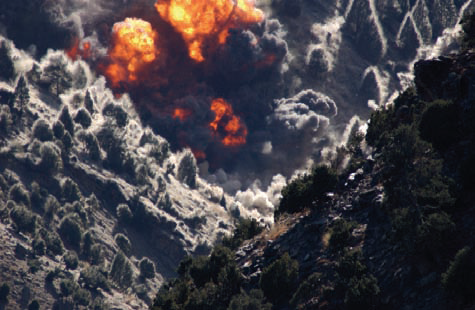
Bombardowanie kompleksu jaskiń Tora Bora

Silnie ufortyfikowany masyw Tora Bora był areną ciężkich nalotów USA, a także oblężenia. Najważniejszą część umocnień Tora Bora stanowił system naturalnych i sztucznych jaskiń, do budowy których przyczynili się podczas radzieckiej interwencji w Afganistanie eksperci z CIA.
Pod koniec inwazji na Afganistan bojownicy Al-Ka’idy wciąż kontrolowali teren, na którym znajdowała się Tora Bora. Anty-talibskie milicje plemienne prowadziły kampanie w tym trudnym terenie, razem z amerykańskimi i brytyjskimi siłami specjalnymi przy wsparciu lotnictwa koalicji.
12 grudnia 2001 walki wybuchły ponownie - rozpoczęte przez tylną straż talibów, kupującą czas potrzebny głównym siłom na ucieczkę poprzez góry do plemiennych obszarów Pakistanu. Po raz kolejny milicje plemienne wspierane przez siły USA oraz lotnictwo rozpoczęły natarcie na jaskinie i bunkry rozrzucone na całym górzystym rejonie. 17 grudnia ostatnia jaskinia została zdobyta. Nie odnaleziono rozległych podziemnych twierdz, jedynie niewielkie bunkry i placówki oraz kilka drobnych obozów szkoleniowych. Główne założenie operacji – schwytanie Usamy ibn Ladina, nie zostało zrealizowane, gdyż lider Al-Ka’idy zdołał uciec do Pakistanu.

#### Powołanie wojsk ISAF i ustanowienie nowego rządu

Logo ISAF-u, słowa w języku Dari: کمک و همکاری (Komak wa Hamkari) znaczy „Pomoc i współpraca”

Jeszcze w czasie trwania walk w Afganistanie w dniach 27 listopada – 5 grudnia w niemieckim Bonn w hotelu Petersburg pod aspiracjami ONZ zorganizowano konferencję poświęconą Afganistanowi. Uczestniczyli w niej członkowie Sojuszu Północnego, delegacja Pasztunów oraz innych plemion afgańskich, także tych powiązanych z Iranem. Konferencja wniosła sprecyzowany plan odbudowy struktur państwowych. Na mocy podpisanego porozumienia, 22 grudnia 2001 powołano rząd tymczasowy Afganistanu na czele z Hamidem Karzajem. Nowy rząd zachował równowagę pomiędzy dominującymi w Afganistanie Pasztunami a członkami Sojuszu Północnego, którzy odegrali decydującą rolę w obaleniu talibów
20 grudnia 2001 Rada Bezpieczeństwa ONZ powołała do życia Międzynarodowe Siły Wsparcia Bezpieczeństwa (ISAF). Celem ich było wymuszanie pokoju, misja stabilizacyjna, eliminacja grup podejmujących walkę z nowymi władzami Afganistanu oraz wsparcie władz w odbudowie kraju. 11 sierpnia 2003 dowodzenie nad ISAF przejęło NATO. Początkowo formowanie sił ISAF przebiegało powoli i stopniowo, z czasem kontrolowały one większe partie kraju. Od jesieni 2003 zaczęły przejmować od Amerykanów odpowiedzialność za kolejne regiony Afganistanu, a dopiero pod koniec 2006 pod ich kontrolę przeszedł wschód Afganistanu.

### 2002−2006: Odbudowa kraju i działania przeciwpartyzanckie
W latach 2002–2006, po rozbiciu i obaleniu reżimu talibów, toczyła się druga faza wojny, w czasie której prowadzono luźno ze sobą powiązane skoordynowane operacje. Na północy kraju prowadzono pokojową operację odbudowy kraju, z kolei na niespokojnym południu trwały kampanie przeciwpartyzanckie. Pokojową operację odbudowy kraju podjęły siły ISAF, z kolei działania wojenne pod kryptonimem „Enduring Freedom” początkowo podjęła anglosaska koalicja pod amerykańskim dowództwem.

#### Operacja Anakonda

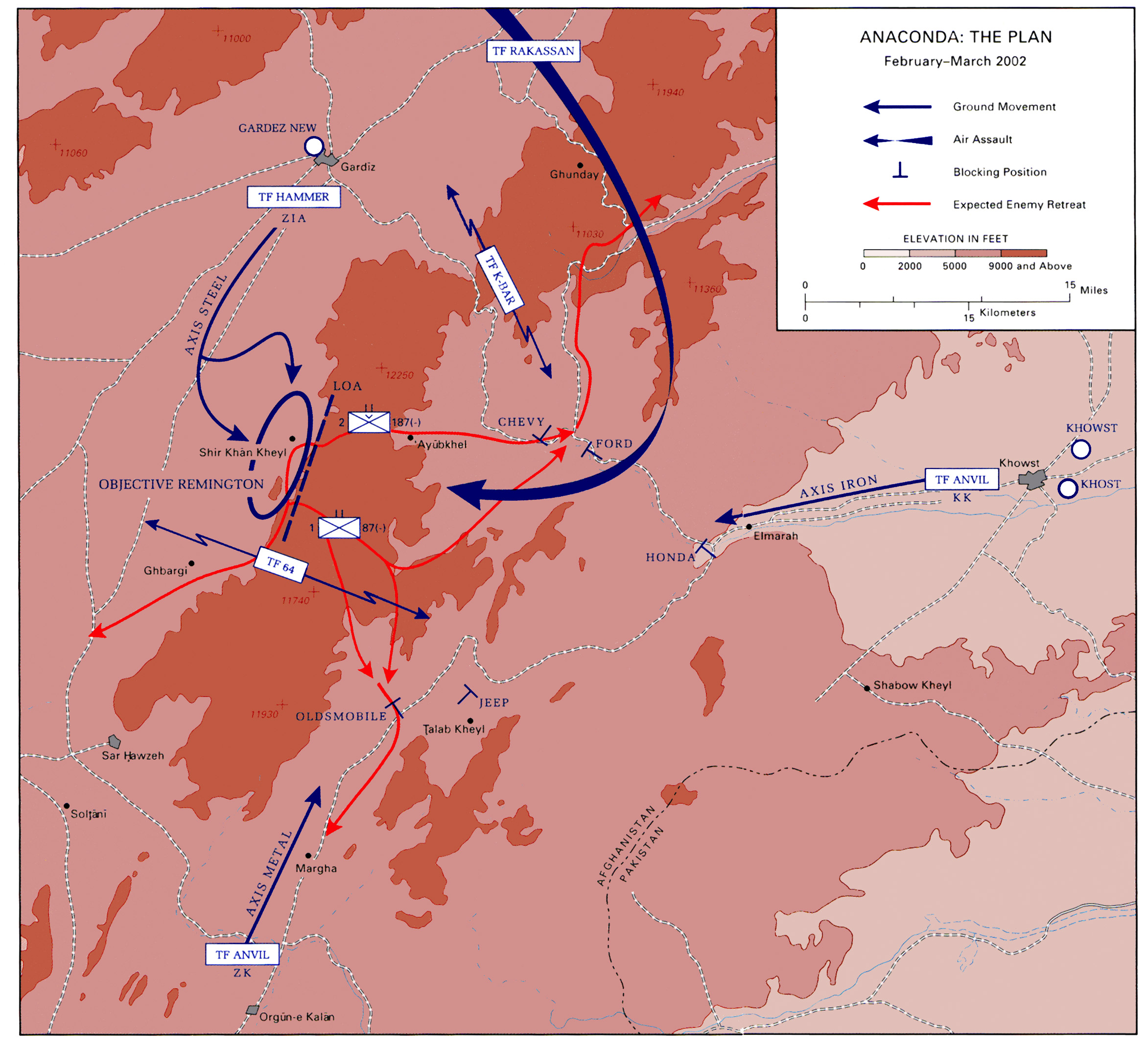
Przebieg operacji Anakonda

Mimo operacji aliantów w Tora Bora, talibowie i Al-Ka’ida nie poddali się. W styczniu oraz lutym 2002 przeprowadzili przegrupowanie własnych sił w Dolinie Shah-i-Kot w prowincji Paktija. Ponadto zaczęły się odradzać struktury talibskie. Wywiad amerykański wykrył, iż w Paktiji talibowie tworzą obszar bazowy, z którego zaczną ataki partyzanckie i ewentualnie wielką ofensywę w stylu mudżahedinów, którzy walczyli z wojskami radzieckimi.
Wobec tych doniesień alianci podjęli decyzję o rozpoczęciu operacji pod kryptonimem Anakonda. 2 marca 2002 USA i afgańskie siły rozpoczęły ofensywę przeciwko Al-Ka’idzie i talibom przebywających w górach Shahi-Kot na południowy wschód od Gardez. Rebelianci używający granatów o napędzie rakietowym i moździerzy, ukrywali się w jaskiniach i bunkrach. Amerykanie bombardowali jaskinie, ruszyła ofensywa lądowa. Szczególnie ciężkie walki stoczono pod Takur Ghar. W operacji udział wzięło wiele jednostek specjalnych krajów sojuszniczych Stanów Zjednoczonych, takich jak Australia, Kanada, Niemcy, Nowa Zelandia, Norwegia. Generał Tommy Franks ogłosił 18 marca 2002 zakończenie operacji, która okazała się sukcesem aliantów. W walkach zginęło ośmiu Amerykanów, siedmiu afgańskich żołnierzy, a także około 800 bojowników.
Mimo sukcesu marcowej operacji nadal istniała infiltracja bojowników na pograniczu afgańsko-pakistańskim. Ponadto talibowie latem 2002 masowo przeniknęli do prowincji Kandahar, Zabol, Helmand i Oruzgan. Wobec tego zwrotu akcji Pentagon poprosił władze brytyjskie, by te rozlokowały tam swoje kontyngenty wojskowe.

#### Odbudowa Afganistanu
Wygłoszonym 17 kwietnia 2002 roku w Virginia Military Institute przemówieniu George Bush wezwał do odbudowania kraju. W wystąpieniu powołał się na George’a Marshalla, autora planu odbudowy gospodarczej państw Europy po II wojnie światowej: 

Pomagając w budowaniu Afganistanu wolnego od tego zła i będącego atrakcyjniejszym miejscem do życia, kontynuujemy najlepsze tradycje George’a Marshalla.

W odpowiedzi Kongres przeznaczył ponad 38 miliardów dolarów na pomoc humanitarną. Wysiłki na rzecz odbudowy koncentrowały się również na poprawie edukacji, opieki zdrowotnej i ogólnego rozwoju społeczeństwa. Ponadto Biuro ds. ludności, uchodźców i migracji przy Departamencie Stanu przekazało 20,4 miliona dolarów na pomoc ofiarom konfliktu w Afganistanie za pośrednictwem Międzynarodowego Komitetu Czerwonego Krzyża (MKCK). Stany Zjednoczone również wspierały i finansowały utworzenie armii afgańskiej, aczkolwiek armia była budowana powoli ze względu na przekonanie USA, że talibowie nie stanowią już poważnego zagrożenia.
17 stycznia 2002 ambasada amerykańska w Kabulu została ponownie otwarta, a Ryan Crocker zasiadł na stanowisku chargé d’affaires. W czerwcu tego samego roku, na mocy postanowień z Bonn, doszło do Wielkiej Rady, czyli Loja Dżirga, która zatwierdziła nowy rząd tymczasowy i rozpoczęła pracę nad konstytucją.

#### Talibańska partyzantka

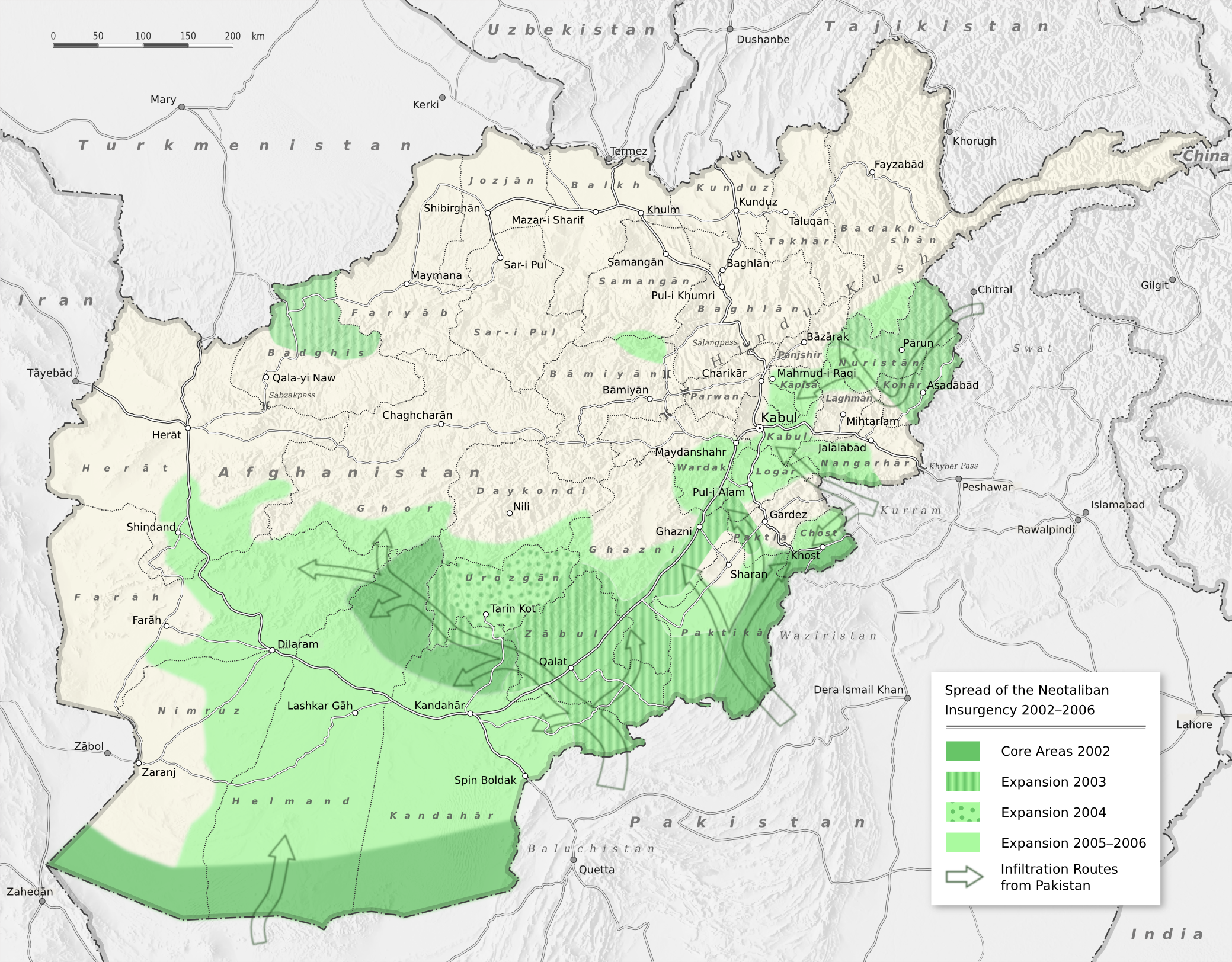
Rozprzestrzenienie się talibskiej rebelii na terenie Afganistanu w latach 2002–2006

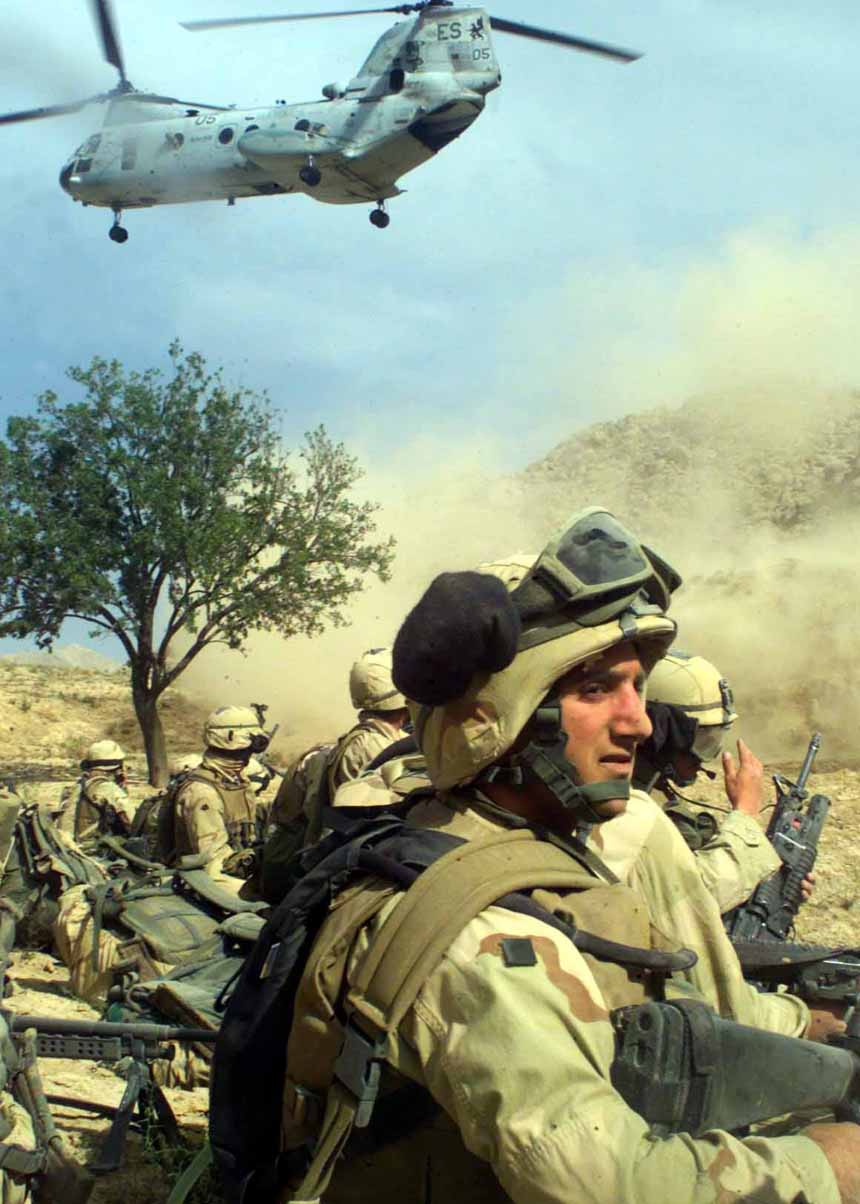
Amerykańscy żołnierze w akcji

Odsunięci od władzy talibowie ogłosili dżihad wobec aliantów i wypowiedzieli wojnę nowemu rządowi, zainstalowanemu przez kraje zachodnie. Talibowie prowadzili nabór do swoich bojówek, rozbudowywali bazy w kraju, odtworzyli i zreorganizowali swe siły zbrojne i rozpoczęli działania partyzanckie. Atakowali oni głównie odizolowane górskie posterunki sił paramilitarnych oraz konwoje wojsk afgańskich, a także ISAF. Popularną metodą walki stało się podkładanie improwizowanych min lądowych, przeprowadzano także ataki rakietowe, a z czasem terrorystyczne zamachy samobójcze.
Mohammad Omar, dowódca talibów, powołał 10-osobową radę z sobą na czele. W każdej z pięciu stref okupacyjnych wojsk ISAF mianował swojego namiestnika. Ponadto na wschodzie kraju miał silne wsparcie rebeliantów Al-Ka’idy.
Pierwszy atak talibów nastąpił 23 stycznia 2003 podczas tzw. operacji Mongoose. Wówczas grupa talibów wraz z grupą Hezb-i-Islami pod przewodnictwem Gulduddina Hekmatjara, zaatakowała Amerykanów w okolicach kompleksu jaskiń Adi Ghar, 24 km na północ od Spin Boldak. Atak został odparty, wojsko amerykańskie zabiło 18 rebeliantów, nie ponosząc przy tym strat. Od tego zdarzenia powtarzały się ataki dużych grup talibskich na wojska zagraniczne.
Wzmożona aktywność talibów została odnotowana latem 2003. Wówczas dziesiątki afgańskich żołnierzy, pracowników organizacji pozarządowych i organizacji humanitarnych, a także żołnierzy USA zginęło w talibskich najazdach, zasadzkach i atakach rakietowych. Ponadto w kolejnych miesiącach talibowie zaczęli wzmacniać swoje siły w prowincjach prowincji Zabol, a przede wszystkim Kandahar, Helmand i Oruzgan. Szczególną rolę odegrały obozy treningowe na pograniczu z Pakistanem. Ataki rebeliantów były coraz częstsze.
W marcu 2004 pakistańscy talibowie, którzy przeprowadzili najazdy na przygraniczne terytoria Afganistanu, rozpoczęli także kampanię partyzancką w swoim kraju. Zdestabilizowało to całe pogranicze afgańsko-pakistańskie. Od tego czasu Amerykanie szukali we władzach Pakistanu wsparcia w walce z terroryzmem.
Wskutek rozbudowy sił zagranicznych w Afganistanie i uciążliwych ataków talibów, alianci wraz z rządem afgańskim podjęli decyzję. Jednak dopiero pod koniec sierpnia 2005, afgańskie siły rządowe, wspierane przez wojska USA rozpoczęły ofensywę przeciwko rebeliantom. Amerykanie przeprowadzili serię ciężkich bombardowań górskich stanowisk talibów. Po tygodniowych walkach zginęło 124 bojowników.

#### Rola ISAF w południowym Afganistanie

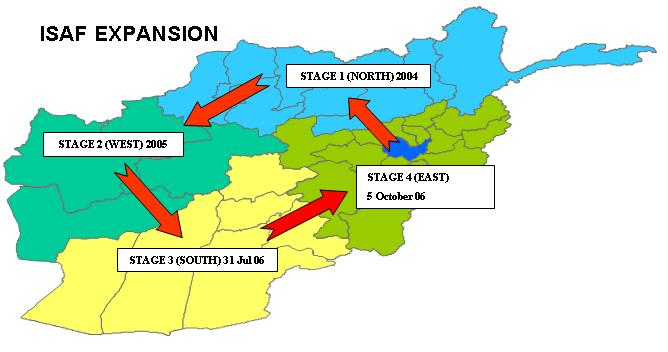
Etapy przejmowania kontroli nad krajem przez siły ISAF

W 2006 międzynarodowe wojska ISAF zaczęły zastępować wojska amerykańskie na południowym Afganistanie. Misja ISAF rozciągnęła się wówczas na 85% terytorium kraju. W strefę konfliktu początkowo wysłano 3,3 tys. Brytyjczyków, 2,3 tys. Kanadyjczyków, 1,9 tys. Holendrów oraz 300 Australijczyków, 290 Duńczyków, 150 Estończyków. Wsparcia lotniczego dostarczały Stany Zjednoczone, Wielka Brytania, Holandia, Norwegia oraz Francja.
Ponadto w styczniu 2006 powołano Regionalne Zespoły Odbudowy („Provincial Reconstruction Teams”), których głównym zadaniem była stabilizacja i odbudowa Afganistanu. Budowano obiekty, drogi, szkoły, instytucje rządowe. Nieco gorzej szła odbudowa afgańskich sił zbrojnych, gdyż do 2006 udało się zrekonstruować 40–50% armii narodowej, czyli 30 tys. żołnierzy.
Rok 2006 był najtrudniejszym okresem dla sił międzynarodowych od czasu obalenia talibów. Alianci przeprowadzali antytalibskie operacje. Pierwsza z nich to operacja pod kryptonimem Mountain Thrust (Pchnięcie w góry). Prowadzona była w czterech prowincjach na południu kraju – Uruzganie, Helmandzie, Kandaharze i Zabolu w dniach 15 maja – 31 lipca 2006. Jednocześnie rozpoczęła się wielka kampania w prowincji Helmand. Był to szereg operacji prowadzonych przez ISAF w afgańskiej prowincji Helmand. Ich celem było przejęcie kontroli nad prowincją, która jest znana jako wielka twierdza talibów, a także centrum produkcji opium.
Wobec rozczarowujących rezultatów drugiego etapu afgańskiej wojny, rozmieszczenie międzynarodowych sił, rozpoczął trzeci „natowski” etap konfliktu. Kluczową rolę odgrywały międzynarodowe siły ISAF w Afganistanie, które podjęły walkę z talibami w całym kraju. Na początku kampanii w prowincji Helmand rozpoczęło się oblężenie Sanginu. Otoczenie stanowisk talibskich trwające niespełna rok od czerwca 2006 do kwietnia 2007 przez brytyjskie wojska wspomagane przez międzynarodowe siły ISAF, zakończyło się zwycięstwem aliantów.
Oprócz walk w Helmand, ISAF prowadziło ofensywę w sąsiedniej prowincji Kandahar. Doszło tam pod koniec roku do bitwy pod Pandżawi, operacji Meduza oraz Sokół. Operacje te powodowały ciężkie straty wśród talibów, jednak nie miały skutków długofalowych. Po czasie rebelianci powracali na utracone ziemie, w związku z czym w 2007 przeprowadzono wiele szeroko zakrojonych działań.

### 2007: Operacje wojsk koalicji

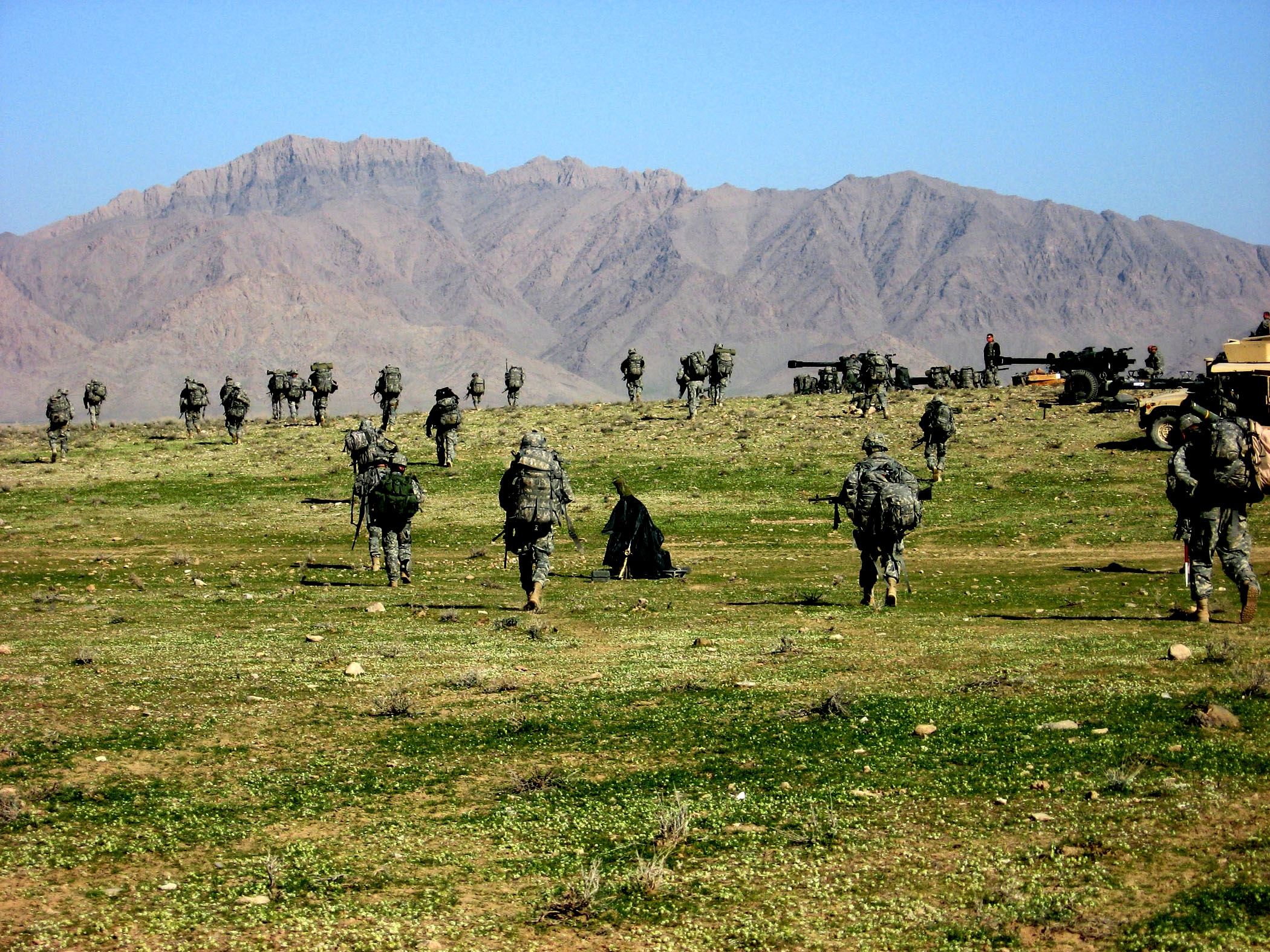
Amerykańska 82. Dywizja Powietrznodesantowa w trakcie operacji Achilles

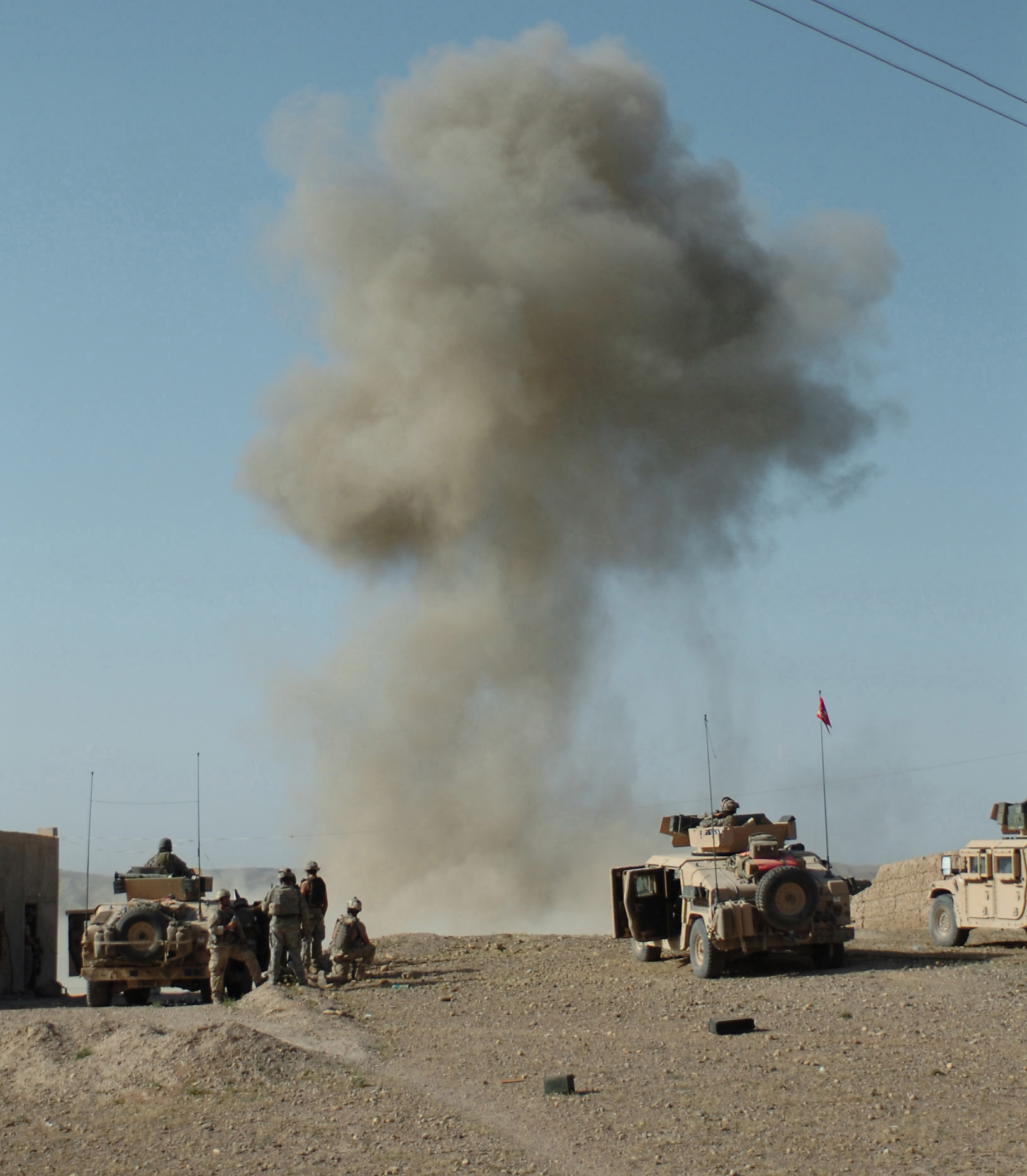
Nalot w Sanginie

Operacja Achilles prowadzona w dniach 6 marca – 30 maja 2007 w afgańskich prowincjach Helmand i Herat przez siły ISAF, przeciwko talibom. Była największą zbrojną akcją dotychczas przeprowadzoną przez NATO w Afganistanie od 7 października 2001. W operacji brało udział 80 polskich komandosów z GROM-u, którzy głównie przeczesywali kryjówki talibów.
Operacja Hoover to akcja sił ISAF kierowanych głównie przez Kanadę w prowincji Kandahar w okręgu Zhari w dniach 24 maja – 25 maja 2007. Celem akcji była ofensywa na 300 zgromadzonych tam talibskich bojowników. Operacja Hoover to część dużej operacji afgańskiej Sokół.
Ta operacja prowadzona była w dniach 30 maja – 14 czerwca 2007 przez siły brytyjskie w ramach NATO w afgańskiej prowincji Helmand, jest kontynuacją operacji Achilles, która zakończyła się tego samego dnia. Jej nazwa pochodzi z języka paszto.
Bitwa pod Chorą odbyła się w dniach 15 czerwca – 19 czerwca 2007, w prowincji Oruzgan pod miejscowością Chora.
Operacja Hammer to operacja prowadzona przez NATO w Afganistanie w południowej prowincji Helmand w dniach 24 lipca 2007 – 1 listopada 2007.

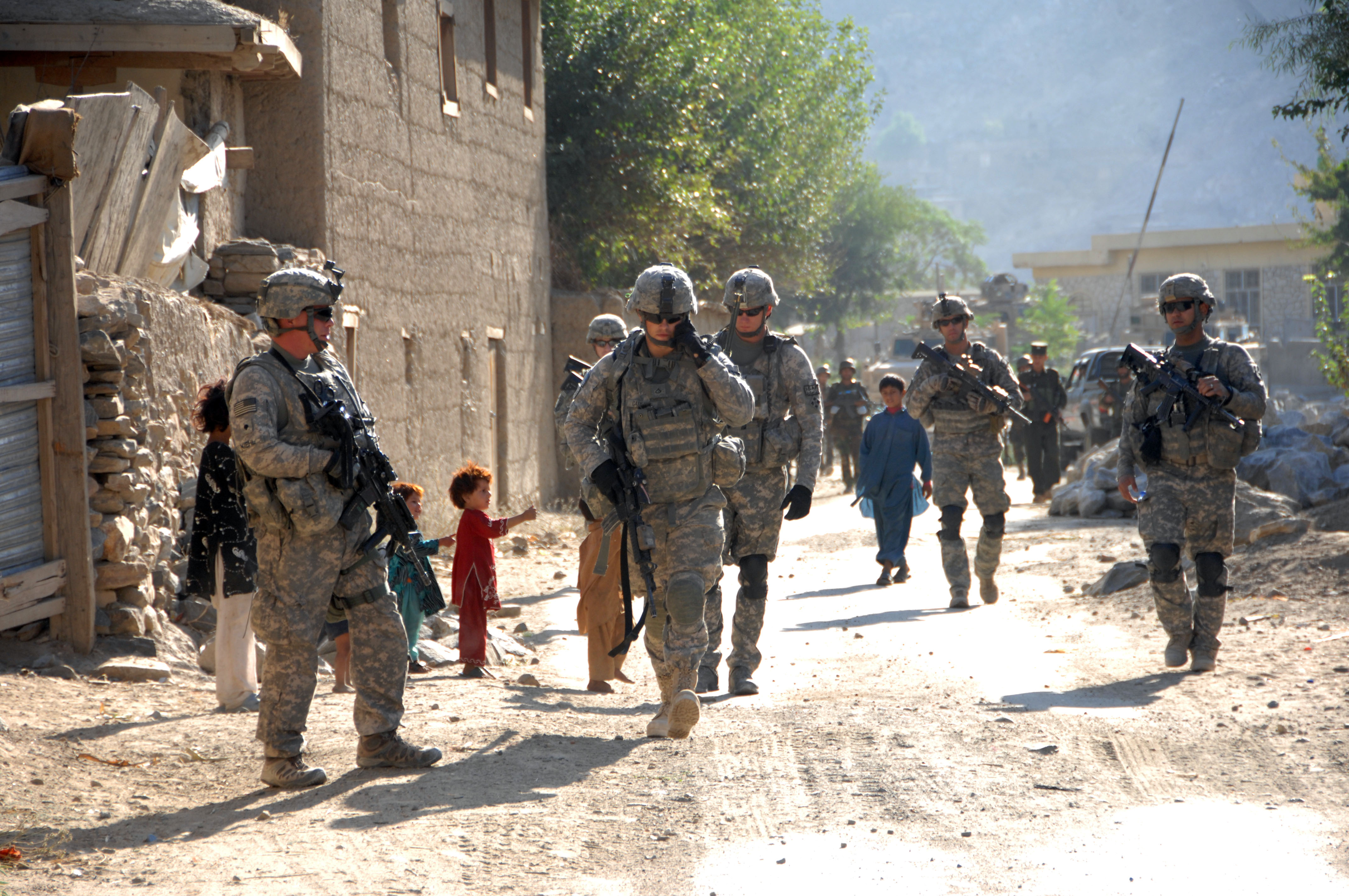
Wojskowi ISAF na patrolu

Bitwa pod Oruzganem to starcie wojsk USA, wspomaganych przez armię afgańską z talibami, które miało miejsce 8 sierpnia 2007.
16 sierpnia 2007 polski oddział ostrzelał obiekty cywilne na terenie wioski Nangar Chel w prowincji Paktika. W wyniku ostrzału ucierpiała ludność cywilna.
Operacja Harekate Yolo to wojskowa akcja militarna z udziałem ISAF i afgańskich sił rządowych przeciwko talibom. Pod koniec października 2007 siły ISAF wraz z afgańską armią narodową i afgańskimi narodowymi siłami bezpieczeństwa rozpoczęły swoje pierwsze poważne działania przeciwko wrogim siłom w północnych prowincjach Afganistanu. Operacja zakończyła się pod koniec listopada 2007.
Bitwa pod Musa Qala odbyła się w dniach 7–12 grudnia 2007 w prowincji Helmand w miejscowości Musa Qala.

### 2008: Zrewidowanie działań w Afganistanie i przejęcie inicjatywy przez talibów

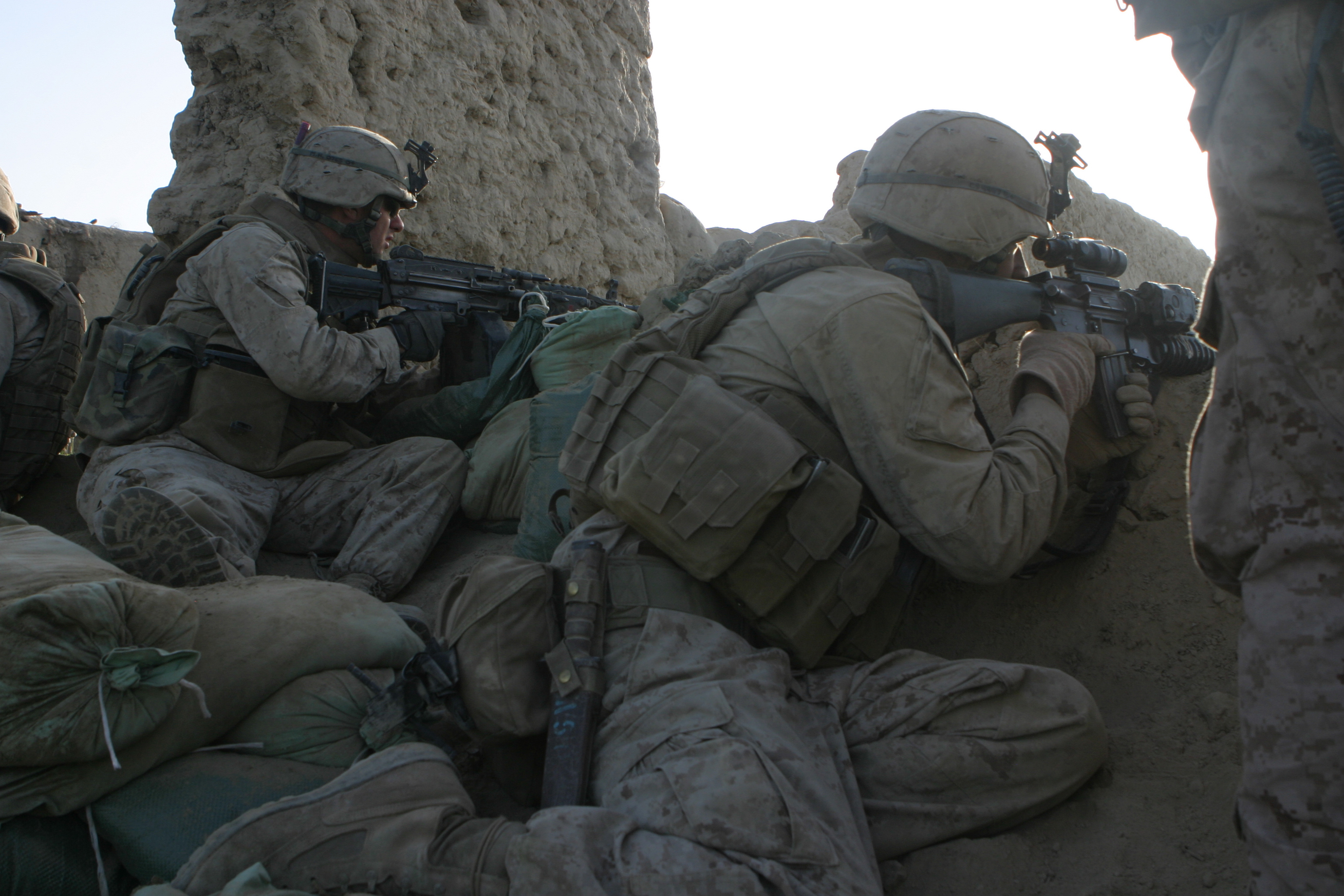
Amerykanie w czasie walk w maju 2008

#### Wzmocnienie kontyngentu i talibskie operacje
W ciągu pierwszych pięciu miesięcy 2008 roku liczba amerykańskich żołnierzy w Afganistanie wzrosła o ponad 80%. Do Afganistanu przybyło 21 643 dodatkowych żołnierzy, co zwiększyło amerykański kontyngent z 26 607 żołnierzy w styczniu 2008 do 48 250 w czerwcu 2008. We wrześniu 2008 prezydent Bush ogłosił wycofanie ponad 8000 żołnierzy z Iraku w najbliższych miesiącach i przerzut 4500 żołnierzy do Afganistanu. Do Afganistanu przerzucono też znaczną ilość sprzętu z Iraku. Swój kontyngent wzmocniła także Wielka Brytania, której liczba żołnierzy wynosiła 8030 po dosłaniu nowych wojskowych.
W maju 2008 wojska niemieckie i norweskie wspierane przez siły rządowe w Afganistanie przeprowadziły operację Karez przeciwko talibom w prowincji Kandahar. 13 czerwca 2008 talibowie dokonali zuchwałego ataku na więzienie w Kandaharze, w wyniku czego uwolniono większość z ponad 1200 więźniów. Po tym zdarzeniu doszło do małych potyczek, które doprowadziły do odwetowej bitwy pod Arghandab oraz ofensywy w okręgu Arghandab, trwającej w dniach 18–19 czerwca 2008.

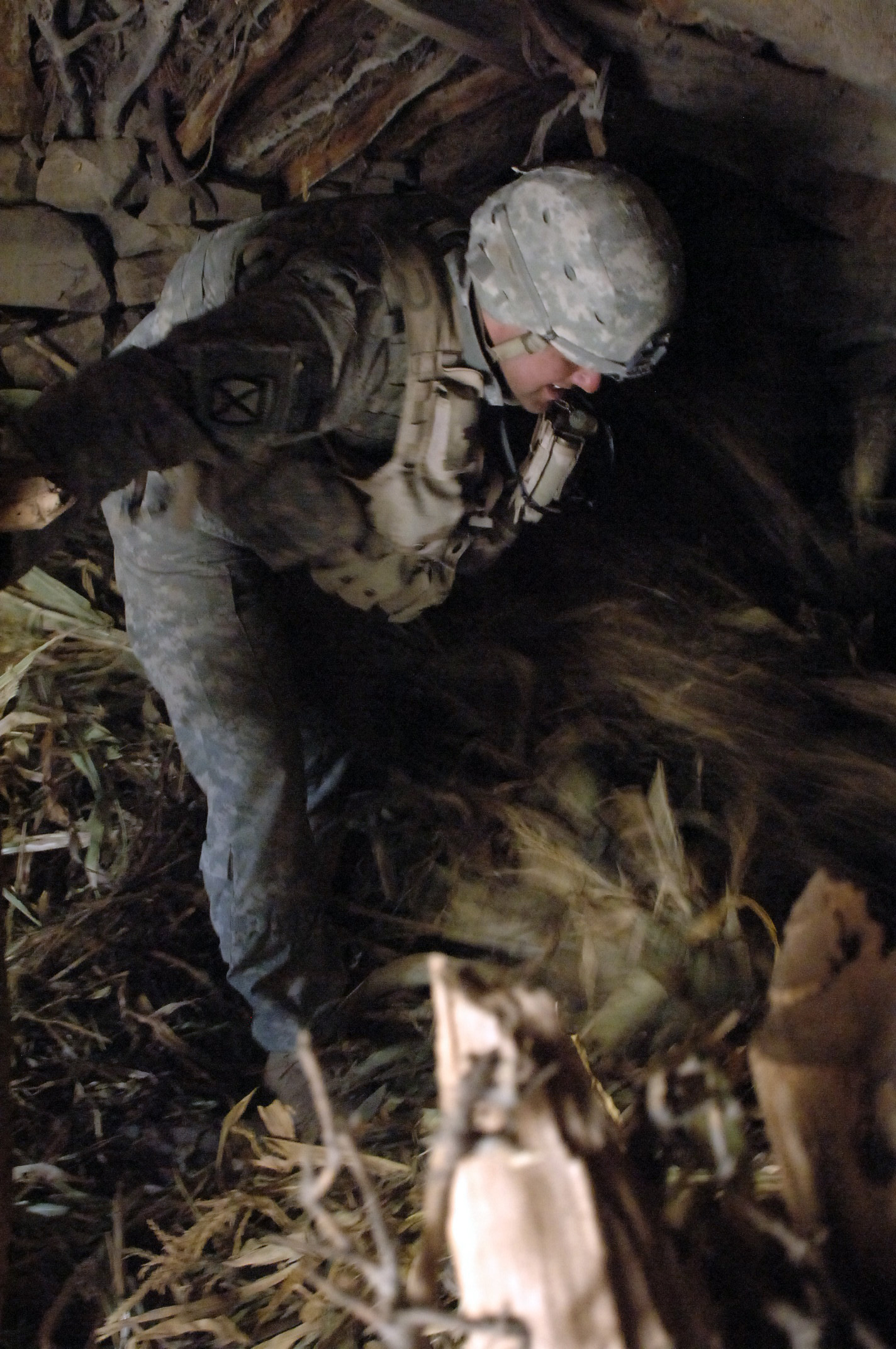
Amerykański żołnierz przeszukujący kryjówki talibskie na pograniczu afgańsko-pakistańskim

13 lipca 2008 doszło do najbardziej krwawej dla amerykańskich żołnierzy bitwy w czasie wojny. 200 talibów wspomaganych przez terrorystów z Al-Ka’idy zaatakowało pod miejscowością Wanat w prowincji Kunar stanowiska 173rd Airborne Brigade Combat Team armii Stanów Zjednoczonych. Stacjonowało tam 45 żołnierzy, z czego dziewięciu zostało zabitych. Nie był to koniec czarnej passy dla koalicji. 18 sierpnia 2008 doszło bitwy w dolinie Sarobi w prowincji Kabul. Oddział 100 francuskich żołnierzy wraz z elementami afgańskiej armii narodowej i amerykańskich sił specjalnych, wraz ze wsparciem lotniczym i pojazdami pancernymi VAB, zostały zaatakowane przez grupę rebeliantów talibskich. W ciężkich walkach zginęło 10 Francuzów.
Na przełomie sierpnia i września 2008 siły ISAF przeprowadziły dużą operację logistyczną pod kryptonimem „Szczyt Orła” w talibskim bastionie, czyli prowincji Helmand. Operacja polegała na transporcie 220-tonowych turbin do zapory Kajaki przy nieustannych atakach partyzanckich talibów. Żołnierze międzynarodowi w czasie transportu zabili 200 talibów, tracąc przy tym jednego żołnierza. Operacja ta została oficjalnie uznana przez NATO jako znaczące zwycięstwo, będące początkiem końca walk o Helmand. W grudniu 2008 w tej prowincji przygotowywano grunt pod wielkie ofensywy antytalibskie zaplanowane na 2009. W związku z tym uruchomiono operację Czerwony Sztylet, której celem było przejęcie i zniszczenie magazynów i pól, gdzie uprawiano opium, ze sprzedaży którego talibowie czerpali korzyści materialne.
Siódmy rok obecności wojsk amerykańskich w Afganistanie był najkrwawszy zarówno dla USA, jak i całego NATO. Odnotowano największe straty wśród aliantów, a także afgańskiej ludności cywilnej.

#### Istota lotnictwa amerykańskiego na pograniczu pakistańskim
W związku z niestabilną sytuacją na pograniczu afgańsko-pakistańskim, po podpisaniu pokoju w maju 2008 przez pakistański rząd z talibami, armia USA przystąpiła pod koniec 2008 do kampanii lotniczej na pakistańskim terytorium. Operacje te miały zniwelować rajdy pakistańskich talibów na bazy i wojska ISAF w Afganistanie.
Pierwszy atak na terytoriom Pakistanu miał miejsce 3 września 2008, kiedy to Amerykanie zaatakowali rebeliantów nieopodal miasta Angoor Ada w prowincji Waziristan. W operacji antytalibskiej wykorzystywano przede wszystkim amerykańskie lotnictwo – trzy śmigłowce Black Hawk. Na pokładach śmigłowców zasiadło 45 żołnierzy USA. Podczas rozpoczęcia walki, jeden ze śmigłowców wylądował i rozładowano z niego żołnierzy, a dwa pozostałe uczestniczyły w walce z powietrza. W walce uczestniczyły również dwa myśliwce F-16, które odegrały główną rolę w ataku na posiadłości aktywisty islamskiego Rehmana Walego.
Pakistan, oprócz problemu partyzantki talibskiej, nie mógł się porozumieć z USA, którzy z powietrza bez zgody Islamabadu ostrzeliwali regularnie talibów, naruszając przy tym przestrzeń powietrzną Pakistanu. Feralną akcją Stanów Zjednoczonych okazało się odpalenie 4 września 2008 z terytorium Afganistanu rakiet, które spadły na wioskę w Pakistanie, zabijając 15 mieszkańców.

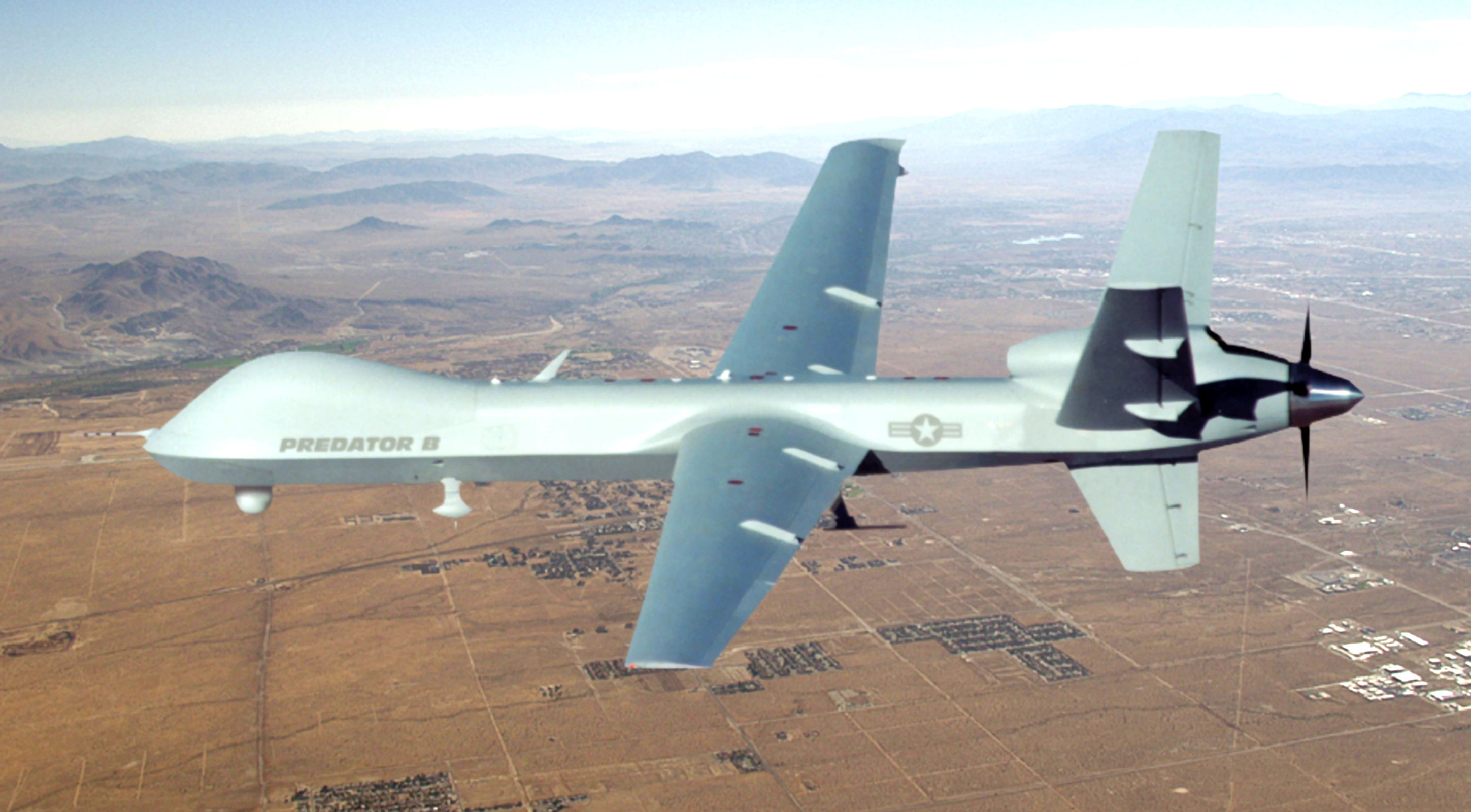
Bezzałogowy samolot amerykańskich sił powietrznych

16 września 2008 generał wojsk Pakistanu Athar Abbas wydał oświadczenie, z którego wynikało, iż siły pakistańskie miały strzelać do Amerykanów, którzy naruszają terytorium Pakistanu. USA w odpowiedzi oskarżyły władze Pakistanu, iż nie robią one wystarczająco dużo, aby zapobiec przedostawaniu się talibów i bojowników Al-Ka’idy przez granicę pakistańsko-afgańską. Amerykanie się jednak nie podporządkowali tej decyzji. Nazajutrz po wydaniu oświadczenia, Armia Stanów Zjednoczonych kontynuowała operację na pograniczu. Skuteczność nowego rozkazu wydanego przez generała Athara Abbasa została przetestowana 22 września, kiedy to armia pakistańska ostrzelała dwa bezzałogowe samoloty, które naruszały przestrzeń terytorialną Pakistanu. 25 września 2008 doszło do wymiany ognia między armią USA a pakistańską. Rannych zostało kilku żołnierzy. Mimo tych incydentów Stany Zjednoczone do końca 2008 regularnie bombardowały pogranicze obu państw. Według Edwarda Haliżaka i Romana Kuźniara, bombardowanie terytorium Pakistanu było równie „skuteczne jak bombardowanie Kambodży w czasie wojny w Wietnamie” i „pogłębiało brak stabilności” w Pakistanie.

### 2009: Kampanie aliantów

#### Północna Sieć Dystrybucji

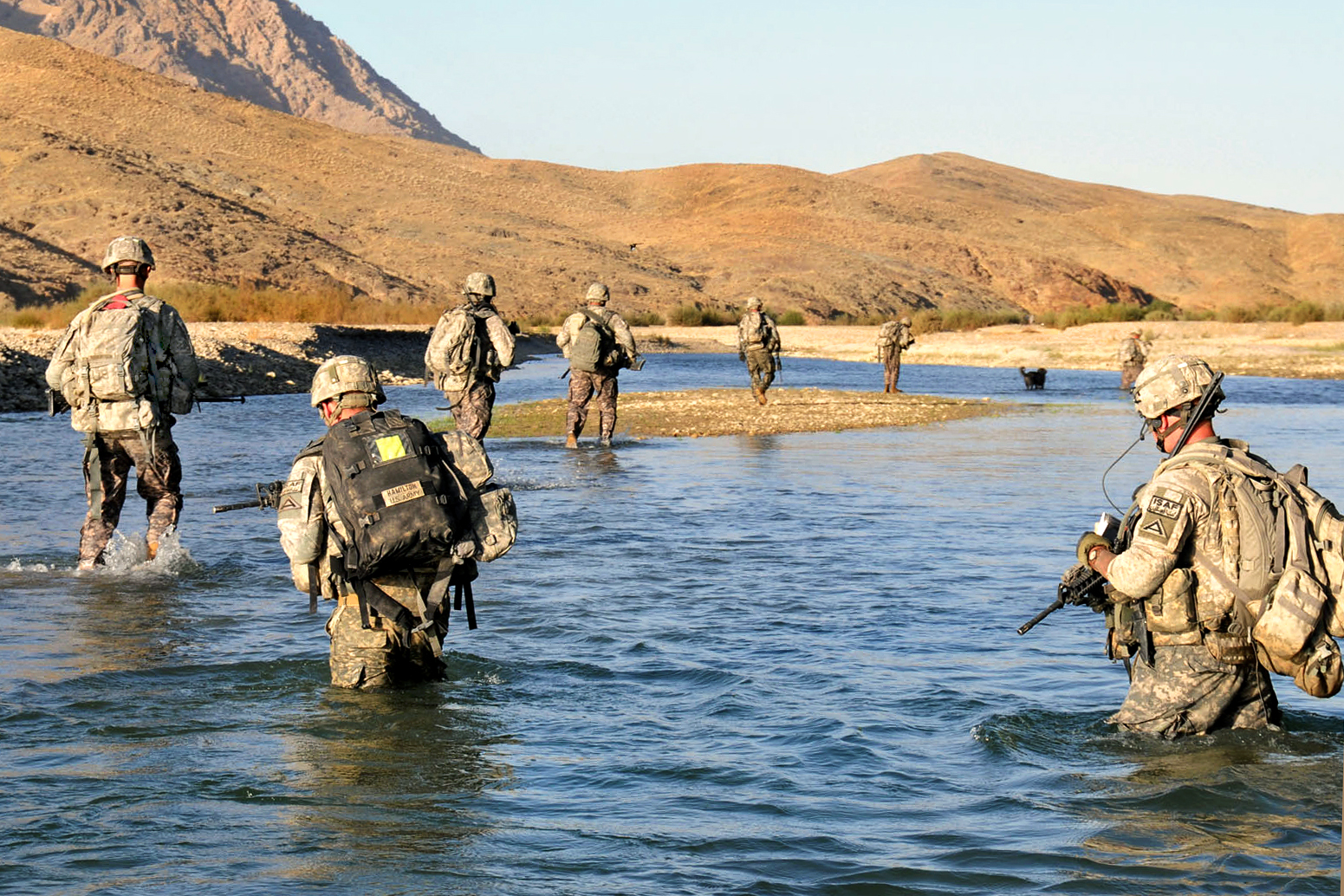
Amerykańscy żołnierze przeprawiający się przez rzekę Arghandab

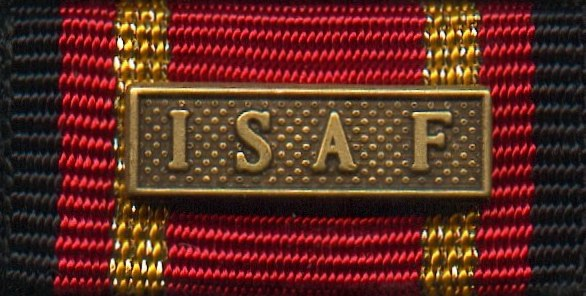
Baretka niemieckiego Einsatzmedaille za misję ISAF

W związku z pogarszającą się sytuacją w Pakistanie i napadami na konwoje wojsk NATO na tamtejszych szlakach, rozpoczęły się prace nad ustanowieniem Północnej Sieci Dystrybucji, która miała być prowadzona przez Rosję i byłe republiki radzieckie. Wstępną zgodę na ustanowienie tego szlaku USA dostały w dniu zaprzysiężenia Baracka Obamy na prezydenta, czyli 20 stycznia 2009. Z kolei pierwszy transport zaopatrzeniowy wyruszył 20 lutego 2009 z Rygi, następnie przez Rosję do Uzbekistanu przy granicy z Afganistanem. Północna Sieć Dystrybucji zapewniała transport 100 kontenerów dziennie z zaopatrzeniem dla wojsk ISAF (w porównaniu do 140 przez pakistańską Przełęcz Chajber), jednak była zdecydowanie bezpieczniejsza. W związku z transportami do Afganistanu, Rosja w lipcu otworzyła swoją przestrzeń powietrzną dla amerykańskich samolotów, co uznano za sukces polityki Obamy, gdyż w niecały rok po rosyjskim ataku na Gruzję stosunki z NATO były bardzo napięte. Jednakże obrońcy praw człowieka wyrazili obawę, że dla własnych korzyści Stany Zjednoczone zaczęły wspierać Uzbekistan, który był oskarżany o powszechne łamanie praw człowieka.

#### Kampania na północy kraju
W prowincji Kapisa w marcu 2009, pod Alasaj ciężkie boje toczyli Francuzi, którzy ostatecznie wyparli talibów z regionów, za które byli odpowiedzialni. W kwietniu 2009 połączone siły amerykańskie i niemieckie wsparte przez szwedzkie, belgijskie i norweskie rozpoczęły szeroko zakrojoną kampanię w prowincji Kunduz na północy kraju, w celu wyeliminowania talibów z najbardziej niebezpiecznych regionów na północy Afganistanu. Liczne operacje toczono głównie pomiędzy miastem Chahar Dara i rzeką Kunduz. Kampania składała się z kilku wielkich ofensyw połączonych niezliczonymi potyczkami, w których do grudnia 2009 zginęło ponad 650 rebeliantów i 86 żołnierzy koalicji.
W trakcie operacji nie uniknięto strat cywilnych. 4 września 2009 miał miejsce feralny nalot, w którym zginęło 179 osób w tym ponad 100 cywilów. Stało się to, kiedy niemieckie lotnictwo chciało zbombardować cysterny porwane przez talibów, jednak utknęły one w bagnie na brzegu rzeki. Talibowie pozwolili wtedy okolicznym mieszkańcom wioski na opróżnienie cystern. Kiedy ludność pobierała paliwo, pojazdy zostały zbombardowane.

#### Operacje na południu kraju

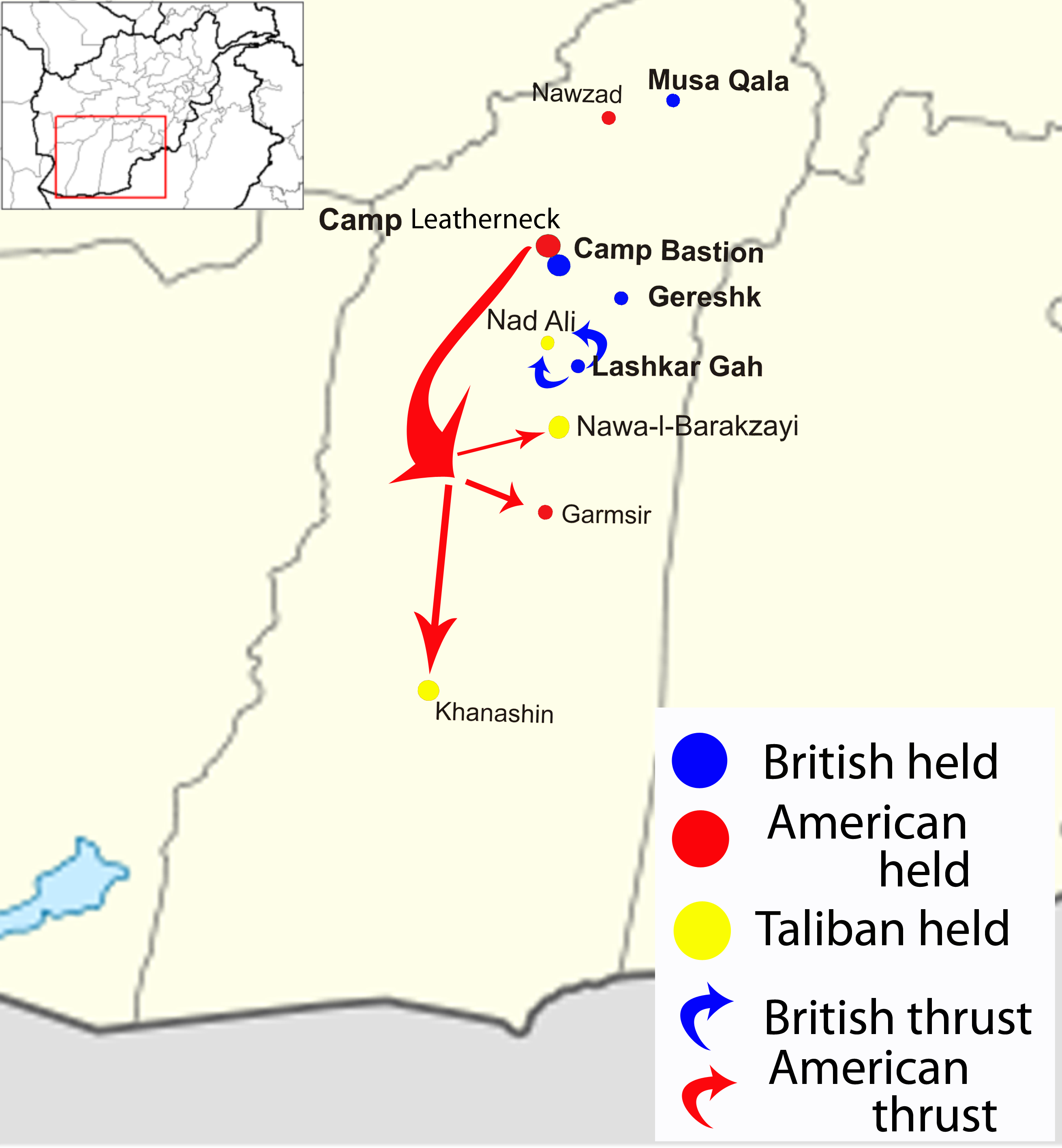
Operacje aliantów w Helmand latem 2009

W 2009 w prowincji Helmand w bastionie afgańskich talibów przeprowadzono kilka wielkich operacji, które miały na celu zwiększyć bezpieczeństwo w prowincji podczas sierpniowych wyborów w Afganistanie. W trakcie przygotowań do wyborów, w dniach 19 czerwca – 27 lipca 2009 armia brytyjska przeprowadziła operację „Pazur Pantery”, z kolei 2 lipca 2009 Amerykanie rozpoczęli operację „Cios Miecza”. Priorytetem operacji było także zniszczenie upraw opium – surowca do produkcji heroiny – którego 90 proc. światowych upraw pochodzi właśnie z Helmand.
Polscy żołnierze także brali udział w operacjach na rzecz przygotowania gruntu pod sierpniowe wybory prezydenckie. W czerwcu 2009 przeprowadzono operację Orle Pióro w prowincji Ghazni. Była to największa akcja zaczepna Polskich Sił Zadaniowych w Afganistanie. Operacja zakończyła się schwytaniem kilkudziesięciu talibów, przejęciem broni i amunicji oraz zniszczeniem systemu łączności z innymi rejonami Afganistanu oraz Pakistanem. W lipcu i sierpniu 2009 polscy żołnierze przeprowadzili podobną operację pod kryptonimem „Over the top”, której epizodem była potyczka w Usmankhel.
Operacja Pazur Pantery (Panchai Palang) rozpoczęła się w nocy z 19 na 20 czerwca 2009. Udział wzięło w niej 3000 żołnierzy brytyjskich, 700 duńskich, 650 afgańskich oraz 140 estońskich. Od początku talibowie stawiali silny opór. Walki toczyły się przede wszystkim w rejonie Babaji na północ od miasta Laszkargah, które jest stolicą prowincji. Celem operacji było zabezpieczenie kanałów, rzek oraz dróg poprzez utworzenie stałej obecności sił ISAF w tym regionie przed wyborami prezydenckimi w Afganistanie 20 sierpnia 2009.
2 lipca 2009 rozpoczęła się operacja Cios Miecza, prowadzona przez amerykańskich marines do czasu wyborów w Afganistanie. Operacja, która kosztowała życie 20 marines, w dużym stopniu zwiększyła bezpieczeństwo w prowincji podczas wyborów, jednak rebelia talibów nie została zachwiana w okolicach Now Zad. W związku z tym w grudniu 2009 podjęto szturm na Now Zad, który zakończył się wycofaniem talibów. Ofensywy te spowodowały śmierć ok. 350 rebeliantów.

#### Działania talibów

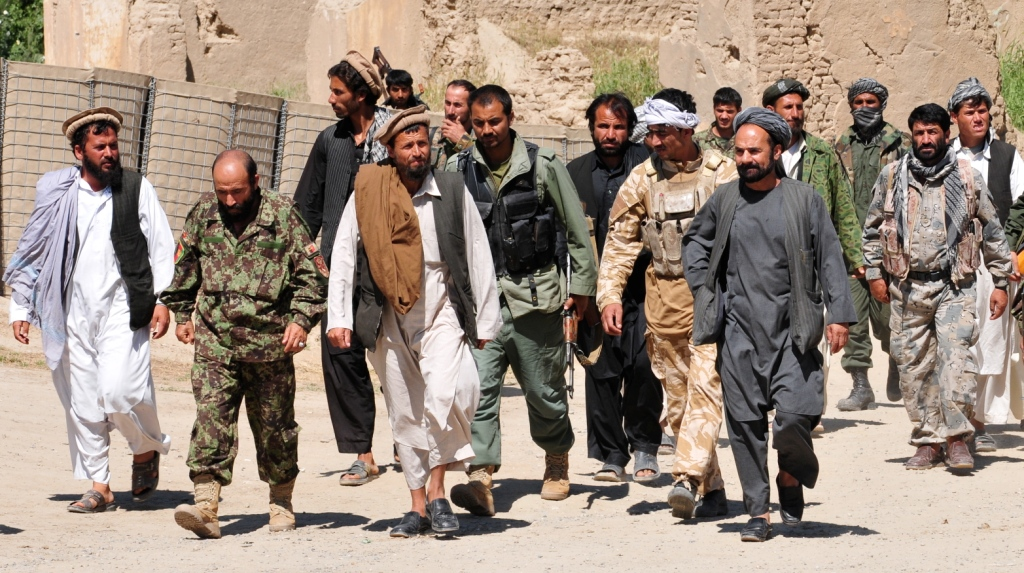
Talibowie schwytani przez afgańskich żołnierzy

Talibowie jak co roku uaktywniali się w miesiącach letnich, ogłaszając nowe ofensywy i ataki na wojska koalicji. Ich celem na rok 2009 było zakłócenie sierpniowych wyborów w Afganistanie. Nowy dowódca wojsk amerykańskich i sił ISAF Stanley McChrystal, który zastąpił Davida McKiernana ogłosił, iż talibowie osiągnęli przewagę
W czasie wyborów odnotowano 73 ataki terrorystyczne i 135 incydentów, w których zginęło 9 cywilów i 14 funkcjonariuszy sił bezpieczeństwa. Ogólnie w zamachach, starciach sił bezpieczeństwa z rebeliantami zginęło ponad 50 osób, a kilkadziesiąt zostało rannych, jednak nie zakłóciło to do końca przebiegu wyborów. Frekwencja wyborcza osiągnęła niespełna 40%, jednak w dystryktach kontrolowanych przez talibów nie przekraczała 10%. Tak było między innymi w Helmand, tak więc przeprowadzone tam ofensywy nie odniosły zamierzanych skutków.
30 grudnia 2009 zadano poważny cios służbom CIA w Afganistanie. W bazie Champan w powietrze wysadził się agent Humam al-Balawi, który w zamyśle amerykańskich służb, miał doprowadzić ich do przywódców Al-Ka’idy, w tym do intensywnie wówczas poszukiwanego Usamy bin Ladina. Jordański lekarz okazał się jednak podwójnym agentem i wjechawszy na teren bazy CIA odpalił ładunki wybuchowe umiejscowione w samochodzie, przez co śmierć poniosło dziewięć osób, w tym sześciu agentów CIA. Był to drugi w historii najbardziej krwawy atak na CIA.

### 2010: Działania w talibskich bastionach

#### Perspektywy pokojowe

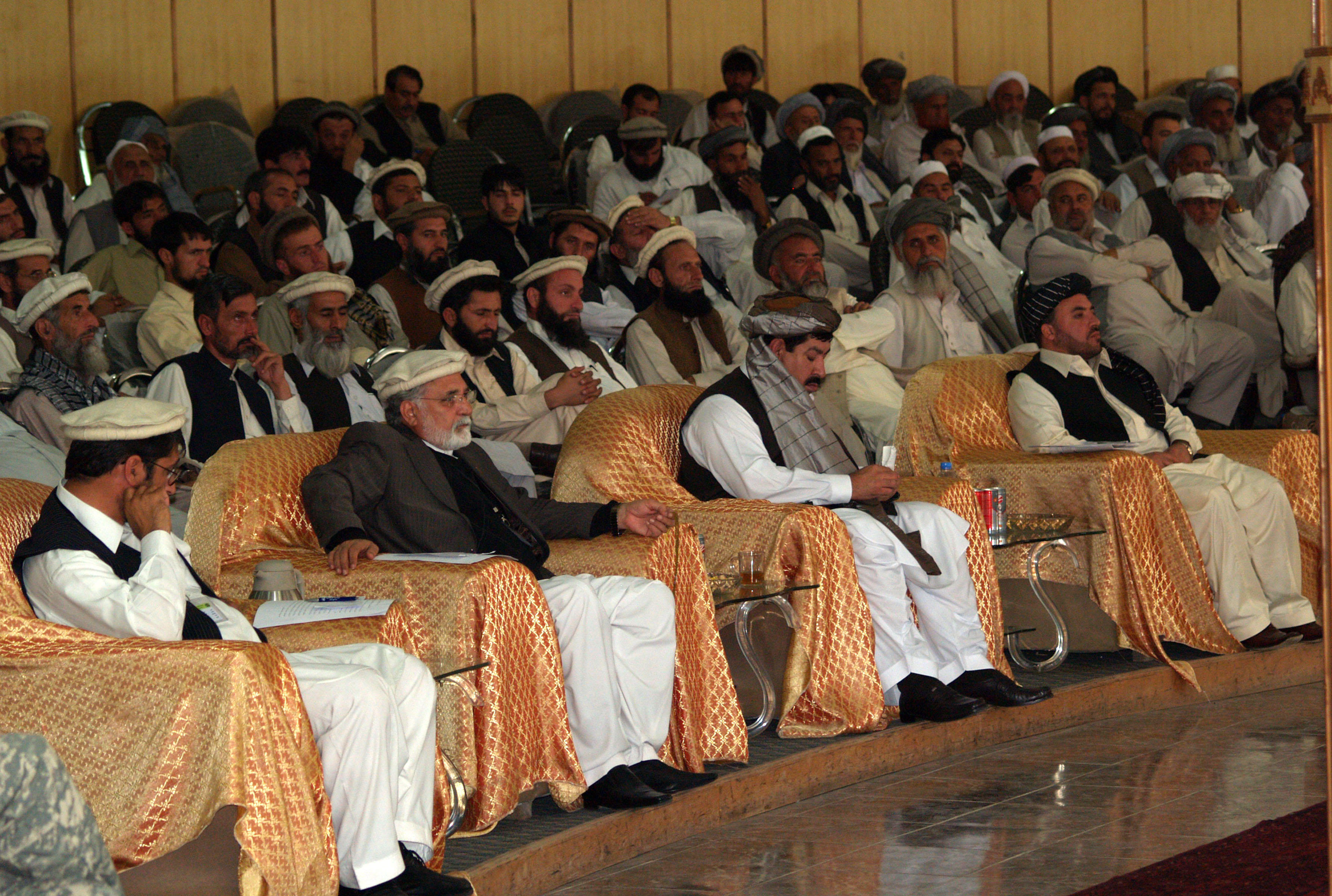
Loja Dżirga w Afganistanie

W styczniu 2010 rozpoczęły się pierwsze rozmowy pokojowe talibów z władzami przy udziale wysłannika ONZ Kai Eide. 26 stycznia 2010 odbyła się konferencja w Londynie, poświęconej Afganistanowi, na której zgromadzono delegacje z 70 państw. Hamid Karzaj przyznał, że od kilku tygodni prowadzi inicjatywę pokojową. Prezydent Afganistanu ogłosił, iż ustalił ramy do dialogu ogólnonarodowego, wezwał też przywódców talibskich do udziału w Loja Dżirga. Karzaj zwrócił się także do polityków o powołanie organizacji przywracaniu pokoju, nazwanej Krajowa Rady Pokoju.
W marcu 2010 rząd Karzaja odbył wstępne rozmowy z rebeliantami z ugrupowania Hezb-i-Islami, którym przedstawił plan zakładający wycofanie wszystkich obcych wojsk do końca 2010. Talibowie odmówili udziału w dalszych rozmowach, dopóki wojska koalicji będą przebywać na ziemi afgańskiej.

#### Operacja Musztarak

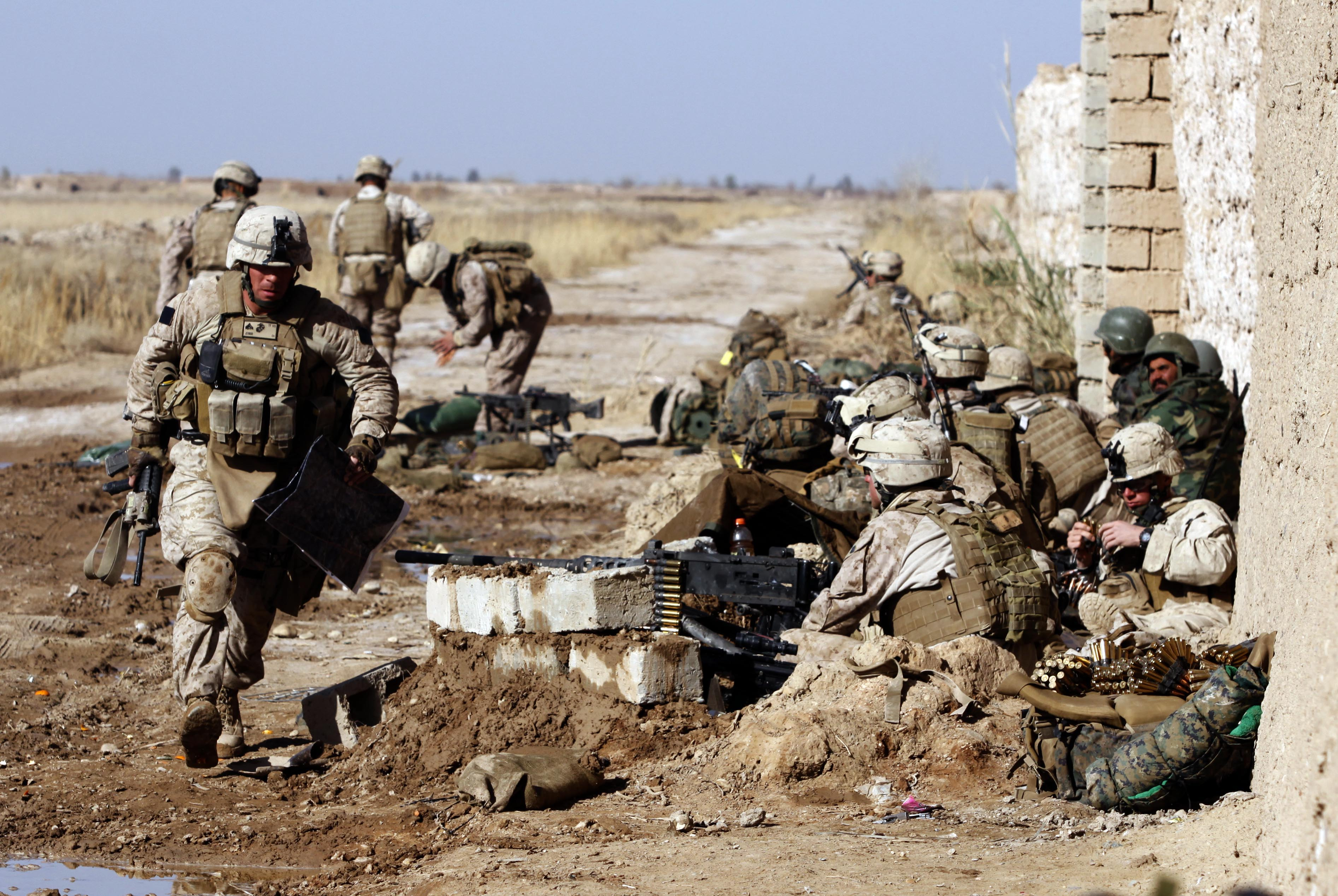
Amerykańcy marines pod Mardżą w trakcie operacji Musztarak

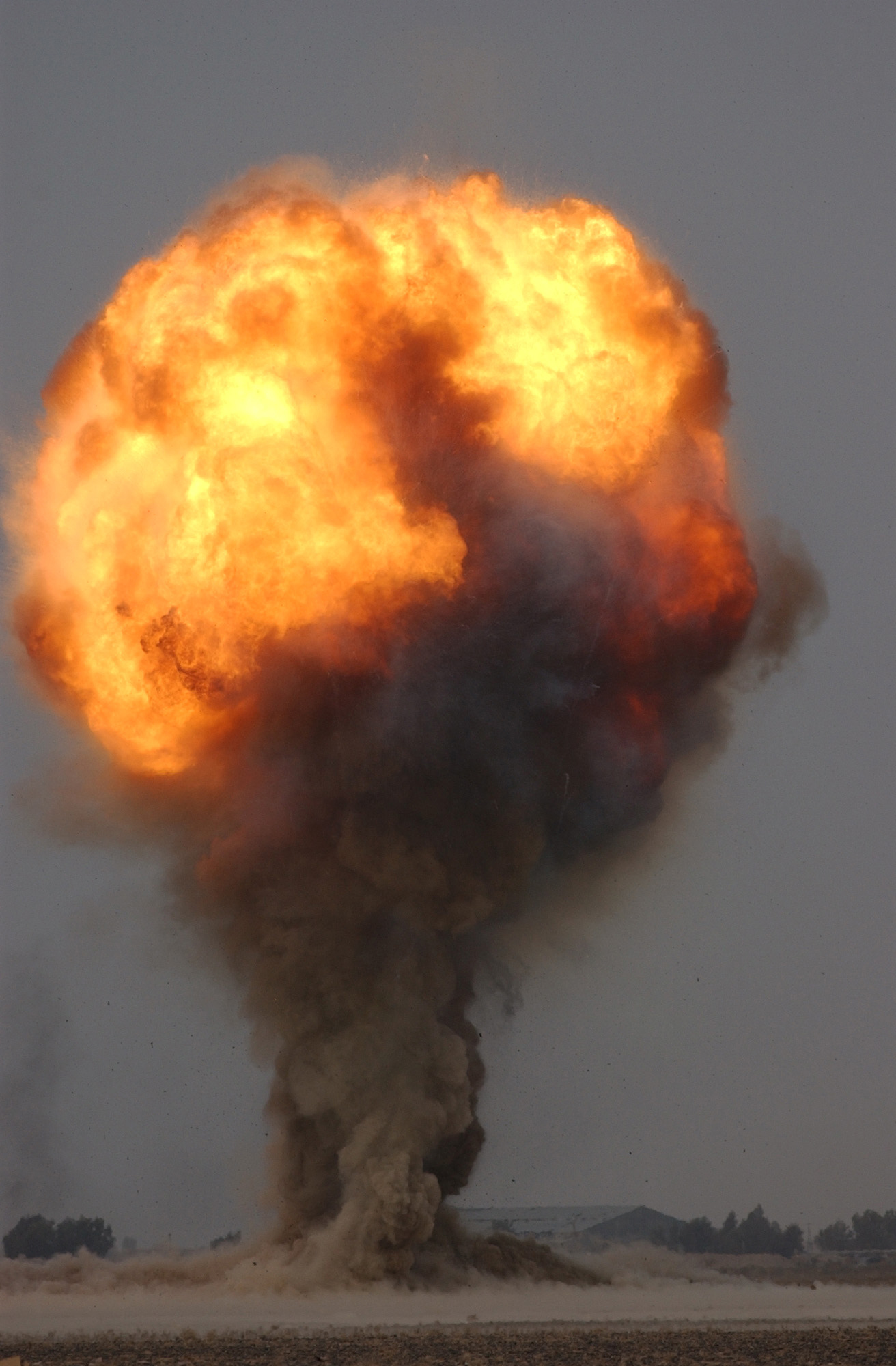
Wybuch bomby w Kandaharze

13 lutego 2010 w prowincji Helmand rozpoczęła się operacja pod kryptonimem „Musztarak” (Wspólnie) w której zaangażowanych było 15 tys. żołnierzy alianckich - Amerykanów, Brytyjczyków, Kanadyjczyków i Afgańczyków, wspomaganych przez oddziały duńskie i estońskie. Talibowie do obrony miasta Mardża, które było głównym celem misji wysłali 2 tys. bojowników.
W pierwszych dniach żołnierze brytyjscy działali w dystryktach Laszkargah i Nad Ali, natomiast wojska amerykańskie szturmowały miasto Mardżę, które było światowym centrum produkcji opium. Miały być to kolejne zajęte dystrykty i miasto w bastionie talibów po zwycięstwie w Now Zad.
W trakcie walk Brytyjczycy wraz z sojusznikami zajmowali pola uprawy opium, fabryki produkcji broni, narkotyki oraz materiały wybuchowe. 17 lutego 2010 Amerykanie zajęli miasto Mardża, jednak walki trwały tam jeszcze przez kilka dni. Mardża była ostatnim większym miastem posiadanym przez talibów. W czasie tych starć śmierć poniósł tysięczny amerykański żołnierz od początku wojny. Ostatecznie talibowie zostali pokonani w Mardży 25 lutego 2010. Wówczas miała miejsce ceremonia zakończenia operacji, w której zginęło 15 amerykańskich marines, 4 żołnierzy brytyjskich i 120 talibów.

#### Partyzantka rebeliantów
Wiosną 2010 talibowie ogłosili początek nowej ofensywy i rozpoczęli serię ataków na siły rządowe i wojska ISAF. W jednym z takich ataków na bazę NATO w stolicy zginęło 18 osób w tym sześciu żołnierzy koalicji. Talibowie dokonywali także ataków na bazy lotnicze Bagram i Kandahar. Często dochodziło do wybuchów bomb-pułapek i zamachów samobójczych. Jednocześnie liczebność sił ISAF wzrosła do lipca 2010 roku do największego poziomu w historii – ponad 130 tysięcy (w tym ponad 90 tysięcy z USA), a wojsk rządowych do 134 tysięcy, nie licząc około stutysięcznej policji. Był to rok wzmożonej działalności talibów i łącznie zginęło w 2010 roku 821 żołnierzy i 1292 policjantów strony rządowej (w poprzednich latach średnio po ok. 300 żołnierzy i 700 policjantów), oraz 711 żołnierzy koalicji. We wrześniu talibowie dokonali 1500 ataków – najwięcej od początku wojny.
Tymczasem w okresie od lipca do października 2010 w działaniach aliantów na terenie Afganistanu zabito 800 partyzantów, wśród których było 300 lokalnych dowódców, gdyż wojska natowskie przyjęły strategię eliminowania talibskich liderów małego i średniego stopnia, by osłabić struktury rebeliantów.

#### Przecieki z WikiLeaks
25 lipca 2010 demaskatorski serwis internetowy WikiLeaks opublikowano 91 731 wojskowych dokumentów dotyczących wojny w Afganistanie, obejmujących okres od stycznia 2004 do grudnia 2009 roku. Dokumenty zawierały raporty walk i incydentów z udziałem wojsk koalicji w całym kraju i ukazywały realne straty cywilne nieznane dotąd wśród opinii publicznej. Wśród raportów znalazły się szczegółowe sprawozdania z takich incydentów jak polski ostrzał wioski Nangar Khel czy niemieckie bombardowanie w Kunduz.

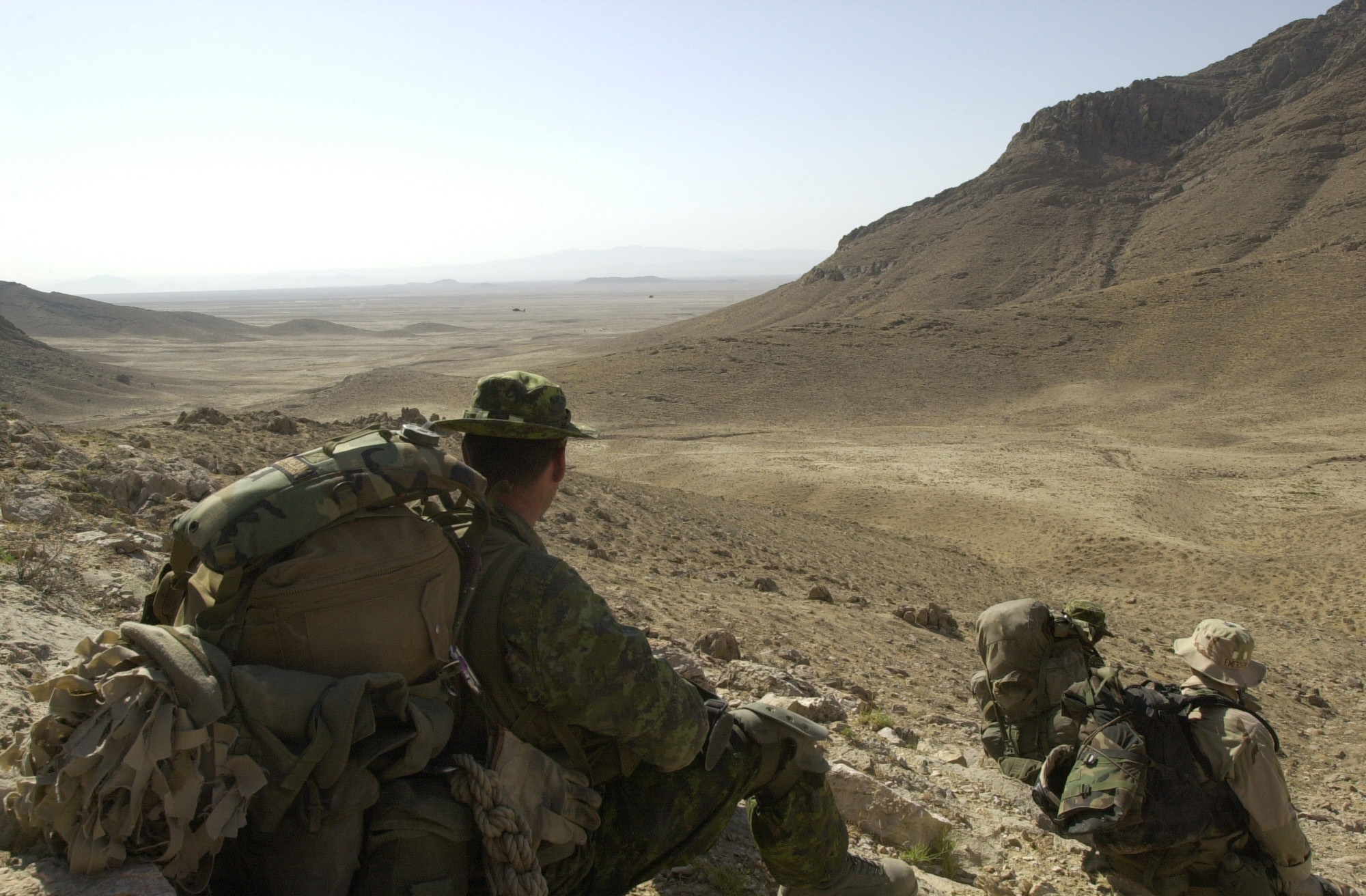
Kanadyjscy żołnierze w Kandaharze

Raporty ukazały nie tylko przewinienia aliantów na ziemi afgańskiej, ale także inne kluczowe sprawy o których nie mówiło się oficjalnie. Przede wszystkim chodziło o to, że pakistańskie służby wywiadowcze ISI wspierały afgańskich talibów, podczas gdy Pakistan był de facto sojusznikiem Stanów Zjednoczonych. Po opublikowaniu tych dokumentów, chłodne stosunki między tymi krajami po akcjach amerykańskiego lotnictwa na terytorium Pakistanu, zostały jeszcze poważniej nadszarpnięte. Talibów wspierał także Iran, a Gulbuddin Hekmatjar będący po stronie talibów, zakupił w Korei Północnej rakiety zdalnie sterowane.

#### Działania w Kandaharze
Po serii operacji w prowincji Helmand, wiele tamtejszych talibów ewakuowało się do prowincji Kandahar, która pozostała ostatnią talibską twierdza na południu kraju. Początkowo operacja planowana była na lipiec 2010, jednak jej start przełożono do października 2010. Operacja „Hamkari”, nie była jednak typową ofensywą znaną z tych przeprowadzanej w Helmand, gdyż była ona skoordynowaną akcją odwetów na działania rebeliantów. Najważniejszym epizodem tej operacji były działania Kanadyjczyków w grudniu 2010 pod kryptonimem „Baawar”. Akcje te zwiększyły bezpieczeństwo w dystryktach Malajat, Zhari, Arghandab i Pandżawi.

### 2011: Zabójstwo Osamy bin Ladena i przemiany na afgańskiej scenie politycznej

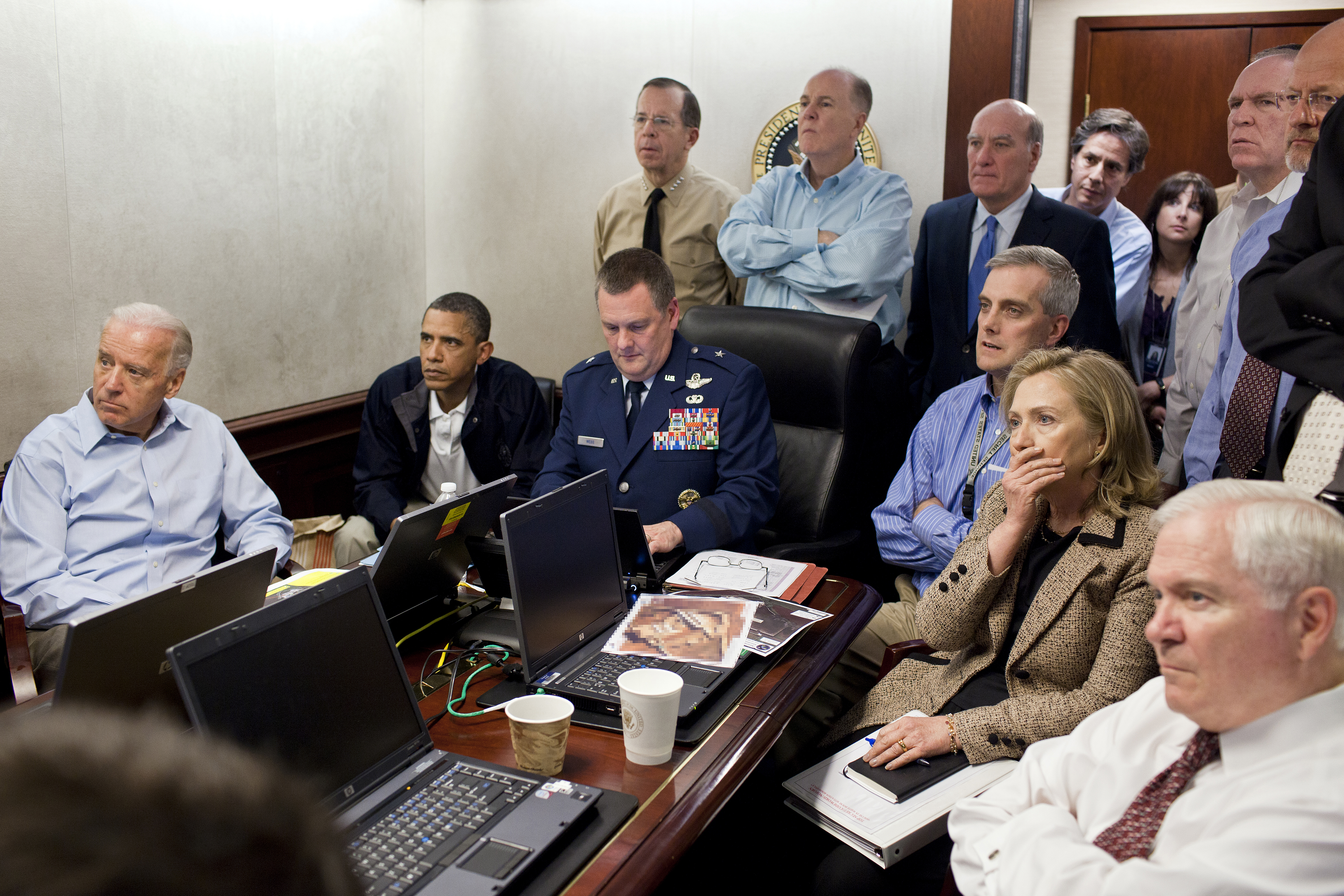
Amerykańskie władze obserwujące operację w Pakistanie

#### Śmierć Osamy bin Ladena
2 maja 2011 wojska amerykańskie zabiły Osamę bin Ladena w Pakistanie po 40-minutowej wymianie ognia. Osama bin Laden, którego przed rozpoczęciem wojny nie chcieli wydać talibowie, przez lata ukrywał się w swojej rezydencji w miejscowości Abbottabad około 60 km na północny wschód od Islamabadu. Założyciel i lider Al-Ka’idy został zabity przez amerykańskich komandosów z Navy SEALs. Zlecenia zabicia terrorysty nr 1. na świecie zlecił prezydent USA Barack Obama, który jako pierwszy podał informację o zabiciu terrorysty do opinii publicznej. Operacji 24 komandosów sił specjalnych Navy Seals Team Six ST6 nadano kryptonim Trójząb Neptuna. Operacja odbyła się bez wiedzy władz pakistańskich, co skompromitowało tamtejsze władze i jeszcze bardziej pogorszyło stosunki Pakistanu z NATO, do tego stopnia, iż Pakistan zaczął czynić zwrot ku Chinom.
W dniach 7–9 maja 2011 talibowie przypuścili szturm na miasto Kandahar. Była to część wiosennej ofensywy ogłoszonej 30 kwietnia 2011, jednak także był to odwet za zabójstwo ibn Ladina w Pakistanie. Był to najpoważniejszy atak na południu Afganistanu od czasu upadku rządu talibów. Celem rebeliantów były budynki rządowe. Szturm został odparty po trzech dniach przez afgańską policję. Do połowy 2011 roku nadal kontyngenty ISAF były najsilniejsze i trwały dość intensywne walki, chociaż mniej intensywne, niż w poprzednim roku. Zginęło w tym roku 511 żołnierzy i 569 policjantów strony rządowej, a także, między innymi 15 żołnierzy polskiego kontyngentu.

#### Program wycofania wojsk koalicji

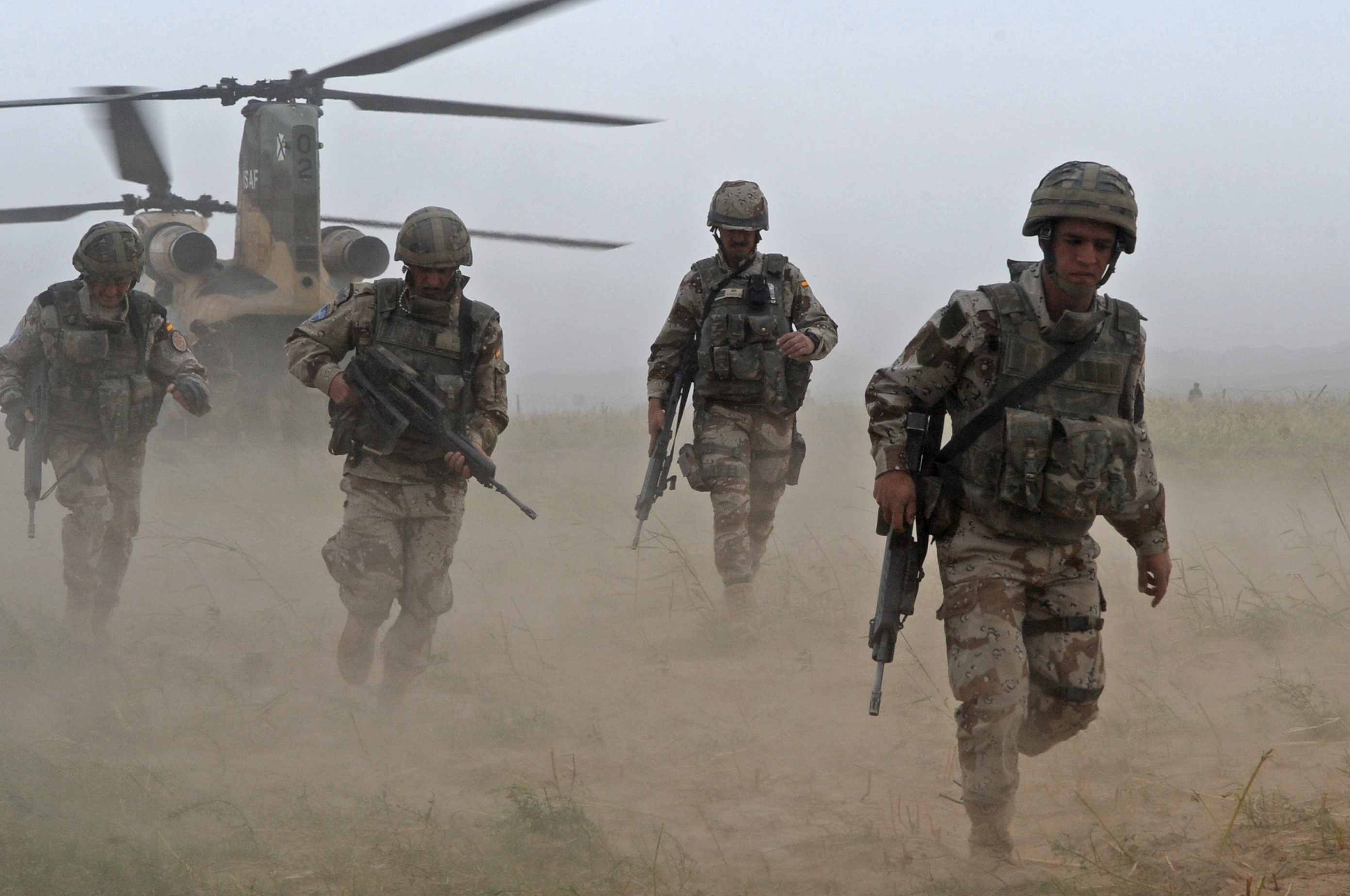
Akcja bojowa w wykonaniu hiszpańskich żołnierzy

22 czerwca 2011 Barack Obama w swoim orędziu ogłosił początek redukcji 90 tys. kontyngentu w Afganistanie. Powiedział, że do końca 2011 wycofanych zostanie 10 tys. żołnierzy, a dodatkowe 23 tys. opuści Afganistan w 2012. W lipcu 2011 Kanada (3 tys. żołnierzy) wycofała swoje bojowe jednostki i przeszła do misji szkoleniowej.
23 czerwca 2011 zdymisjonowany został gen. Stanley McChrystal – dowódca wojsk amerykańskich i sił ISAF. Przyczyną miały być obraźliwe uwagi generała i jego podwładnych pod adresem cywilnych zwierzchników sił zbrojnych, zacytowane przez tygodnik „Rolling Stone”. Na to stanowisko 4 lipca 2011 został powołany gen. David Petraeus, który wczoraj został zatwierdzony przez amerykański senat. Petraeus był trzecim dowódcą sił w Afganistanie za rządów Obamy. Jednak odszedł do CIA i 18 lipca 2011 zaprzysiężony na stanowisko szefa wojsk USA i ISAF został gen. John Allen.
Po deklaracji Obamy, także Wielka Brytania ogłosiła, iż stopniowo będzie redukowała swój kontyngent (9 tys. żołnierzy). Francja z kolei ogłosiła, iż ze swoich 4 tys. żołnierzy do końca 2012 wycofa tysiąc wojskowych. Zmniejszenie o połowę swoich wojsk ogłosiła Belgia (585), wycofywać zaczęły się Norwegia (400) oraz Hiszpania (1,5 tys.). Jako datę wycofania wszystkich wojsk koalicji ustalono na koniec 2014. Decyzja ta zapadła na szczycie NATO w Lizbonie w listopadzie 2010. Wtedy też pełną odpowiedzialność za kraj mają
przejąć afgańskie siły bezpieczeństwa wyszkolone przez aliantów.

#### Zestrzelenie śmigłowca USA i działania wojsk ISAF

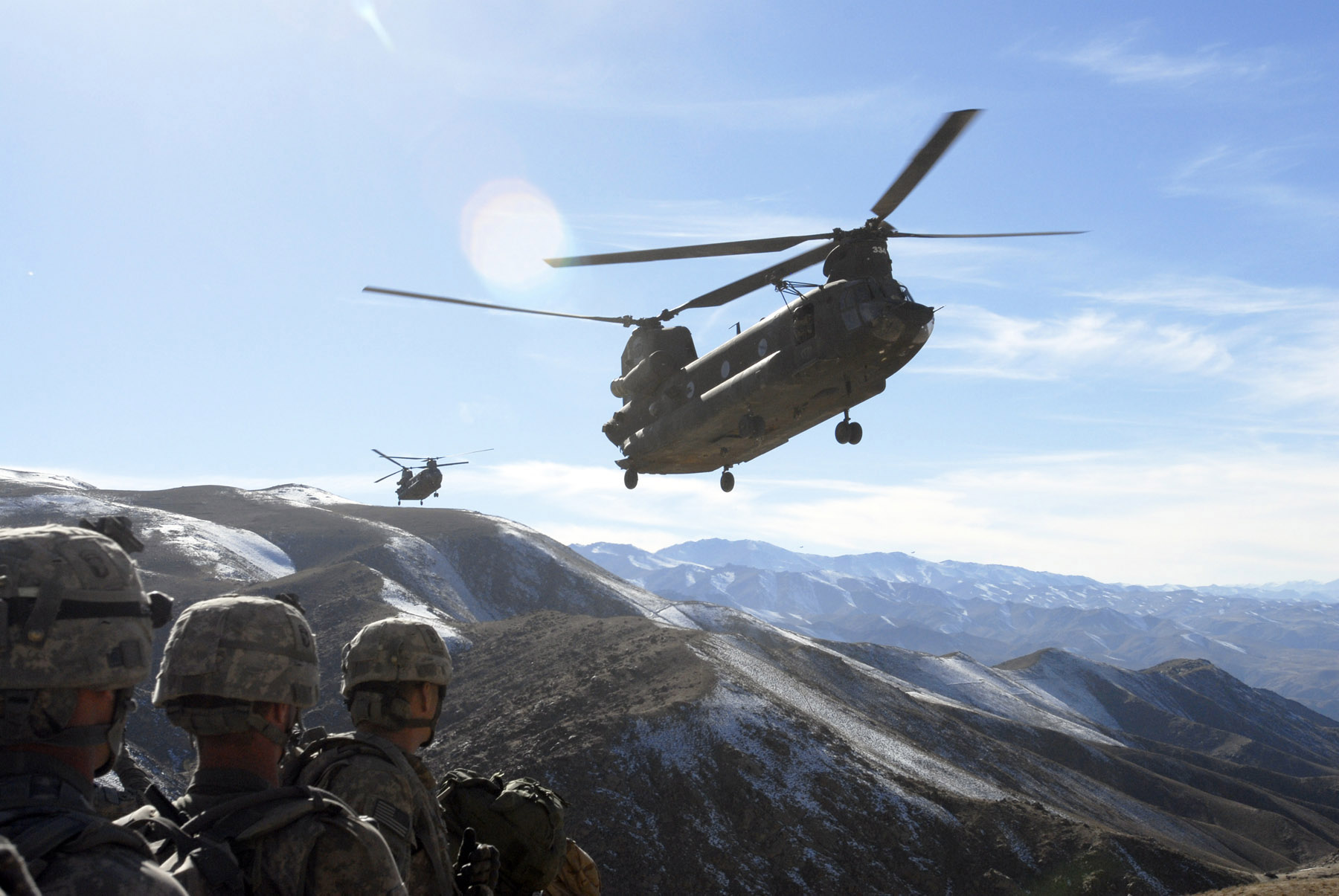
Boeing CH-47 Chinook w Afganistanie

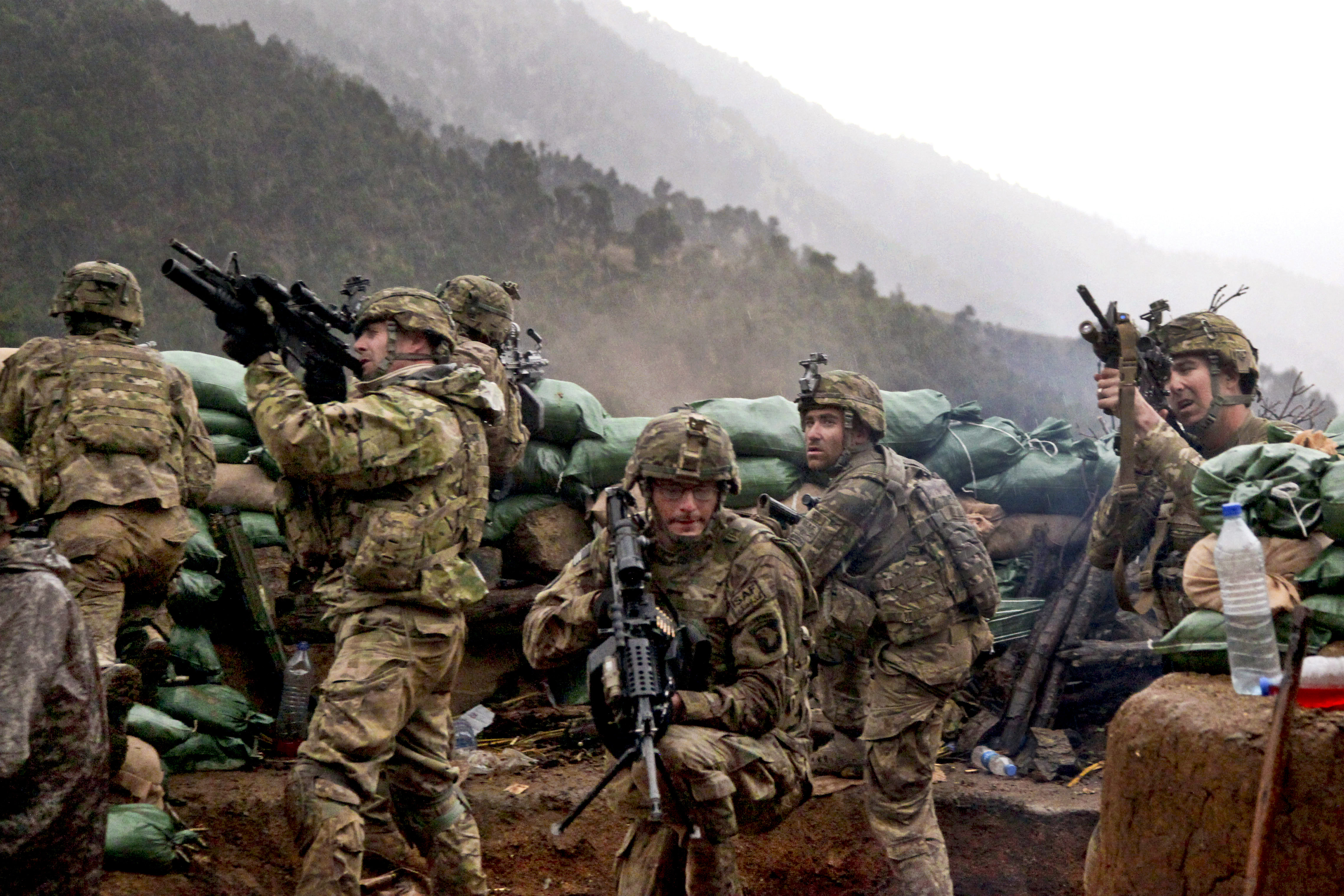
Amerykańskie wojsko podczas walk w prowincji Kunar w 2011

6 sierpnia 2011 talibowie w prowincji Wardak zestrzelili amerykański śmigłowiec Boeing CH-47 Chinook, w wyniku czego zginęło 30 wojskowych elitarnej jednostki Navy SEALs oraz ośmiu Afgańczyków. Była to największa jednorazowa strata amerykańskich sił podczas wojny afgańskiej.
30 października 2011 podczas patrolu w prowincji Kandahar afgański żołnierz otworzył ogień do australijskich wojskowych. W ataku zginęło 11 osób, w tym trzech australijskich żołnierzy. Incydent ten wywołał pytania o sens misji wojsk ISAF w Afganistanie. Problem zabijania żołnierzy koalicji przez afgańskich wojskowych i policjantów powtarzał się coraz częściej, ponadto w społeczeństwie rosły nastroje antyzachodnie.
26 listopada 2011 o godz. 2:00 czasu lokalnego śmigłowce NATO dokonały nalotu na dwa wojskowe posterunki w Agencji Mohmand w miejscowości Salala, 2,5 km od granicy z Afganistanem. Celem nalotu miały być pozycje pakistańskich talibów, jednak ostrzelane zostały wojskowe punkty. Zginęło w nim 24 pakistańskich żołnierzy. Strona pakistańska uznała atak za nieuzasadniony przejaw agresji, przeprowadzony na oślep. Pakistan postanowił zamknąć szlak zaopatrzeniowy dla sił NATO, przez które do Afganistanu trafiał sprzęt dla stacjonujących tam wojsk. Poruszające się po nim ciężarówki i cysterny z paliwem zostały zatrzymane w pobliżu Peszawaru. W związku z tym siłom NATO pozostała jedynie Północna Sieć Dystrybucji. Pakistan zażądał także, żeby w ciągu 15 dni amerykański personel opuścił bazę sił powietrznych w pakistańskim Shamsi. Rząd Pakistanu zapowiedział również weryfikację stosunków z USA i NATO.
NATO wyraziło ubolewanie i złożyło kondolencje rodzinom ofiar feralnego ataku, który był najtragiczniejszą pomyłką od podjęcia współpracy Pakistanu z koalicją antyterrorystyczną po 2001. Również Sekretarz stanu Hillary Clinton i szef Pentagonu Leon Panetta we wspólnym oświadczeniu przekazali wyrazy współczucia z powodu śmierci pakistańskich żołnierzy. Dowództwo NATO w Afganistanie zapowiedziało śledztwo w związku z omyłkowym nalotem.
6 grudnia 2011 w szyickie święto Aszury miała miejsce seria skoordynowanych zamachów terrorystycznych w Kabulu, Kandaharze i Mazar-i-Shari. Za ataki w których łącznie zginęło 60 cywilów obarczono pakistańską bojówkę Lashkar-i-Jhangvi, która dokonywała podobnych ataków na terytorium Pakistanu. Z większych późniejszych zamachów, 9 czerwca 2012 podczas wesela w Kandaharze doszło do eksplozja ładunku wybuchowego w wyniku czego zginęło 40 osób.

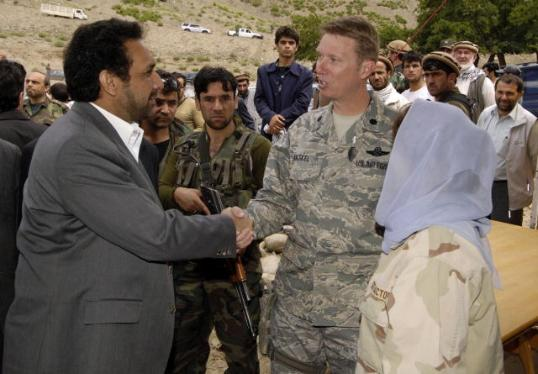
Ahmad Zia Massud, przewodniczący Narodowego Frontu Afganistanu podczas ceremonii otwarcia drogi zbudowanej przez Regionalne Zespoły Odbudowy

#### Odnowienie Sojuszu Północnego
Pod koniec 2011 powołany do życia został Narodowy Front Afganistanu (NFA) co według komentatorów było reaktywacją Sojuszu Północnego, z czasów rządów talibów i początku wojny. NFA został powołany przez wiceprezydenta Ahmada Zia Massuda, szefa sztabu armii afgańskiej Adbula Raszida Dostuma i weterana wojny ze Związkiem Radzieckim Mohammeda Mohaqiqa. Front ten miał przeciwdziałać powrotu talibów do władzy po wycofaniu się wojsk aliantów.
Jednocześnie doszło do zjednoczenia wśród afgańskiej opozycji pod nazwą Narodowa Koalicja na rzecz Afganistanu na czele której stał Abdullah Abdullah, główny rywal niezależnego prezydenta Hamida Karzaja wywodzącego się z Sojuszu Północnego z wyborów z 2009. W maju 2011 były szef wywiadu, Amrullah Saleh, utworzył nowy ruch, Basej-i Milli (Zielony Tren Afganistanu), zrzeszających 10 tys. głównie młodych ludzi, którzy uczestniczyli w demonstracjach antytalibskich.

### 2012: Wyczerpanie wojną i inicjatywa pokojowa

#### Skandale z udziałem armii amerykańskiej

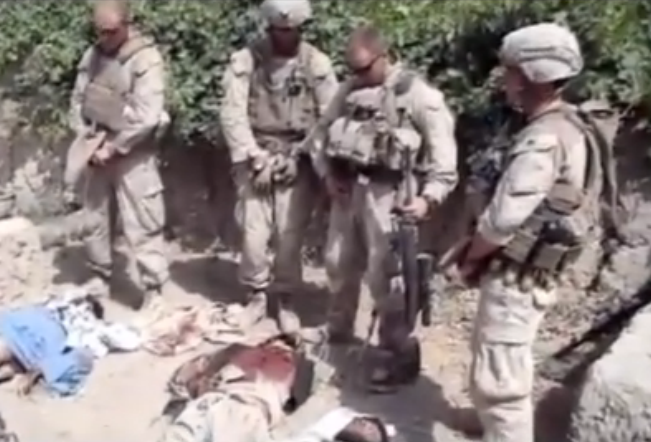
Ujęcie z video ze stycznia 2012 z udziałem amerykańskich marines

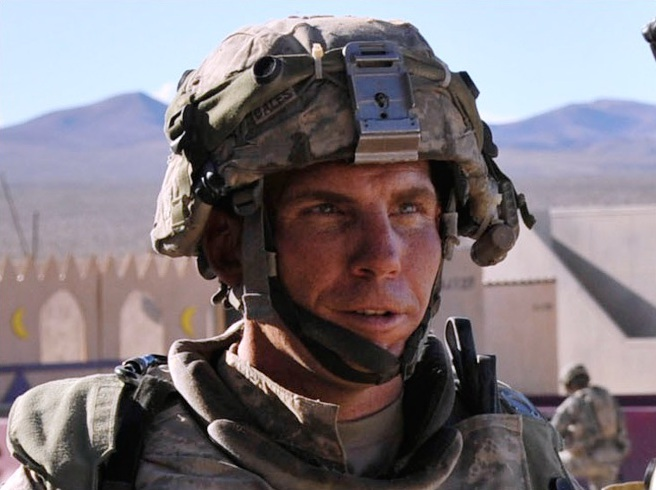
Sierżant sztabowy Robert Bales odpowiedzialny za masakrę pod Pandżawi

W 2012 roku w ciągu pierwszych czterech miesięcy doszło do czterech incydentów z udziałem amerykańskich żołnierzy, które nadszarpnęły wizerunek armii w Afganistanie i wpłynęły na stosunki koalicji z Kabulem. Była to seria szkodliwych materiałów i zdarzeń dla amerykańskich wojskowych w Afganistanie z powodu którego wzniecone zostały antyamerykańskie nastroje.
W styczniu 2012 w internecie opublikowany został film video, na którym żołnierze amerykańcy oddawali mocz na ciała zabitych rebeliantów. Dowództwo armii zapowiedziało śledztwo, natomiast Afgańczycy wyrazili swoje zniesmaczenie wywołaną przez Amerykanów sytuacją.
22 lutego 2012 w bazie Bagram pod Kabulem amerykańscy żołnierze spalili egzemplarze Koranu. Incydent ten wywołał oburzenie w afgańskim społeczeństwie i został potępiony przez władze afgańskie talibskich rebeliantów. Incydent ten wywołał masowe demonstracje Afgańczyków w całym kraju. Społeczeństwo domagało się osądzenia sprawców wydarzenia oraz natychmiastowego wycofania Amerykanów z kraju.
24 lutego 2012 Barack Obama przeprosił w rozmowie telefonicznej prezydenta Afganistanu Hamida Karzaja i wyraził głębokie ubolewanie. Wściekli Afgańczycy atakowali bazy wojsk amerykańskich, francuskich, norweskich. Przez pięć dni od wywołania niezadowolenia w całym kraju trwały demonstracje w których zginęło 41 cywilów. Talibowie w odpowiedzi przeprowadzili zamach terrorystyczny na lotnisku w Dżalabadzie (27 lutego) w którym zginęło dziewięć osób.
11 marca 2012 amerykański żołnierz Robert Bales w okolicach Pandżawi w prowincji Kandahar dopuścił się masakry na cywilach. W nocy opuścił bazę i w okolicznych wioskach strzelał do nieuzbrojonych cywilów, zabijając 16 osób. Amerykańskie dowództwo po raz kolejny przepraszało Afgańczyków i zapowiedziało śledztwo oraz ukaranie sprawcy. Masakra uruchomiła kolejną falę antyamerykańskich nastrojów. Społeczeństwo ponownie domagało się opuszczenia przez Amerykanów Afganistanu. Talibowie zaprzysięgli zemstę na Amerykanach. Z kolei odpowiedzialny za masakrę sierżant Bales, został skazany w sierpniu 2013 na dożywocie.

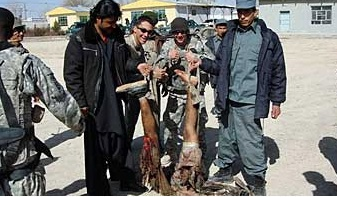
Zdjęcie amerykańskich żołnierzy ze zwłokami rebeliantów upublicznione w 2012

15 kwietnia 2012 talibowie przeprowadzili serię skoordynowanych ataków w stolicy oraz kilku regionach kraju, zapowiadając początek wiosennej ofensywy. Ataki te przeprowadzono w odwecie za spalenie koranu i masakrę pod Pandżawi. Akty terroru zorganizowała siatka Hakkaniego, mająca siedzibę w Pakistanie. W Kabulu szturmowano parlament oraz ambasady Niemiec, Wielkiej Brytanii i USA. W mieście trwała pięciogodzinna wymiana ognia, która rozprzestrzeniła się na centrum miasta. O 13:45 wybuchło dziesięć bomb, a napastnicy zajęli hotel Star. Walki w stolicy trwały 18 godzin i zakończyły się 16 kwietnia 2012. W serii skoordynowanych ataków zginęło 47 osób. Talibowie przypuścili również ataki na placówki sił rządowych i NATO w stolicach prowincji Nangarhar, Logar i Paktia oraz lotnisko w Dżalalabadzie.
18 kwietnia 2012 na jaw wyszły kolejne kompromitujące armię amerykańską materiały. Dziennik „Los Angeles Times” opublikował 18 zdjęć amerykańskich żołnierzy w Afganistanie, pozujących do fotografii ze zmasakrowanymi zwłokami rebeliantów. Jedno ze zdjęć pokazuje grupę żołnierzy trzymających urwane w wybuchu nogi zamachowcy-samobójcy. Na innym zdjęciu widać dwóch żołnierzy trzymających rękę martwego brodatego rebelianta. Zdjęcia zostały wykonane w 2010. Jednakże incydent ten nie był już na tyle poważny co poprzednie, gdyż społeczeństwo gardziło zamachowcami-samobójcami

#### Partnerstwo strategiczne i kwestia wycofania wojsk koalicji

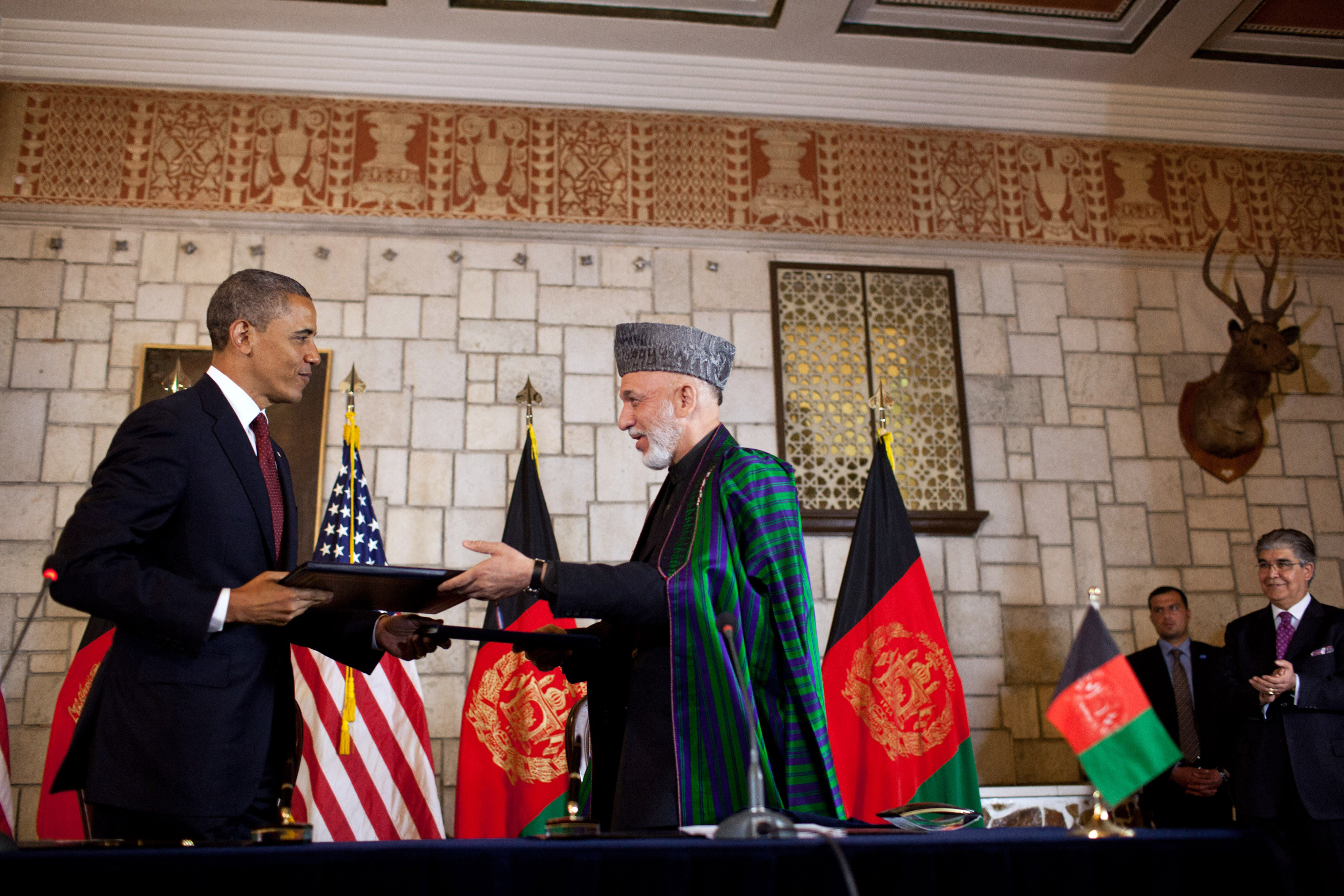
Prezydenci Barack Obama i Hamid Karzaj podczas ceremonii podpisania porozumienia o strategicznym partnerstwie

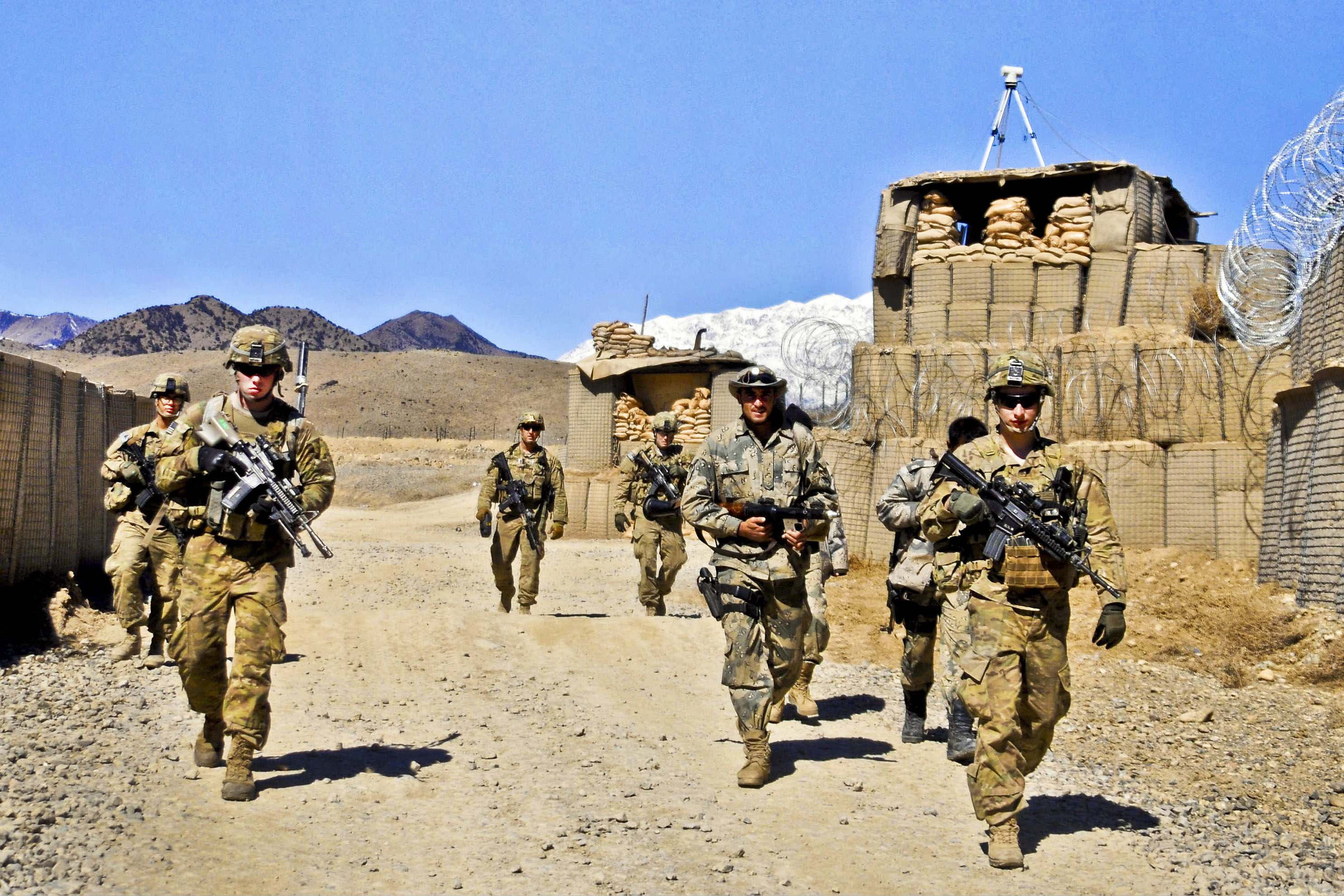
Amerykańscy żołnierze w prowincji Paktia w lutym 2012

W kwietniu 2012 prezydent Hamid Karzaj ogłosił możliwość przeprowadzenia wyborów prezydenckich w 2013, a nie w 2014 jak zaplanowano. Miało zapewnić to bezpieczne przekazanie władzy przed wycofaniem się wojsk międzynarodowych. 2 maja 2012 w pierwszą rocznicę śmierci ibn Ladina, w Kabulu Hamid Karzaj i Barack Obama podpisali porozumienie o strategicznym partnerstwie między oboma krajami. Umowa, która weszła w życie 4 lipca 2012 zapewniała długoterminową współpracę i pomoc dla Afganistanu
Podczas szczytu NATO w Chicago w dniach 20–21 maja 2012 zapadły kluczowe decyzje dotyczące przyszłego zaangażowania NATO w Afganistanie. Mianowicie ISAF w połowie 2013 miała przekazać dowództwu afgańskiemu odpowiedzialność za wszystkie misje bojowe. Ponadto dowództwo afgańskie miała uzyskać przewodnią rolę w zapewnianiu bezpieczeństwa na wszystkich obszarach kraju. Od tego momentu wojska NATO miały pełnić jedynie rolę instruktorów, doradczą i wsparcia. Zdecydowano się wycofać 130 tys. zagranicznych żołnierzy wraz z końcem 2014, po tym terminie miała być prowadzona dalsza misja szkoleniowa afgańskich sił bezpieczeństwa składających się z 352 000 funkcjonariuszy. Spod deklaracji wyłamała się Francja, która ogłosiła wycofanie swojego kontyngentu bojowego do końca 2012, co było spowodowne między innymi zabiciem czterech jej żołnierzy i ranieniem 15 przez członka armii afgańskiej w bazie Gwam w styczniu tego roku. Ostatnie francuskie grupy bojowe z prowincji Kapisa zostały wycofane 15 grudnia 2012. W Afganistanie pozostało 1500 odpowiedzialnych za zabezpieczanie wysyłek sprzętu wojskowego i pomoc w szkoleniu sił afgańskich. Tym samym zrealizowała się obietnica wyborcza tamtejszego prezydenta François Hollande’a. Z kolei we wrześniu 2012 Stany Zjednoczone wycofały 33 tys. żołnierzy z Afganistanu.
8 lipca 2012 odbyła się konferencja w Tokio poświęcona sprawom Afganistanu. Na konferencji społeczność międzynarodowa zdecydowano się przeznaczyć 16 miliardów dolarów na pomoc dla Afganistanu. Kwota ta miała zostać wypłacona w ciągu czterech lat, jednak postawiono władzom warunek przeprowadzenia reform, które przyczynią się do zwalczania korupcji.
15 listopada 2012 rozpoczęły się rozmowy między Waszyngtonem i Kabulem co do statutu amerykańskich wojsk w Afganistanie po 2014. Amerykańska administracja w myśl zalecenia gen. Allena, dowódcy ISAF, chciała pozostawić w Afganistanie 10 tys. żołnierzy. Gen. Allen zaproponował utrzymanie od 6 tys. od 15 tys. żołnierzy amerykańskich w kraju. Afganistan postawił warunek odnoszący się do sądzenia żołnierzy za popełnione przestępstwa w Afganistanie. Po zakończeniu operacji bojowych NATO, amerykańscy wojskowi mieliby szkolić Afgańczyków i prowadzić działania antyterrorystyczne. Ponadto żołnierze mieliby nieść pomoc humanitarną i administracyjną.

#### Ataki typu „green-on-blue” na żołnierzy koalicji

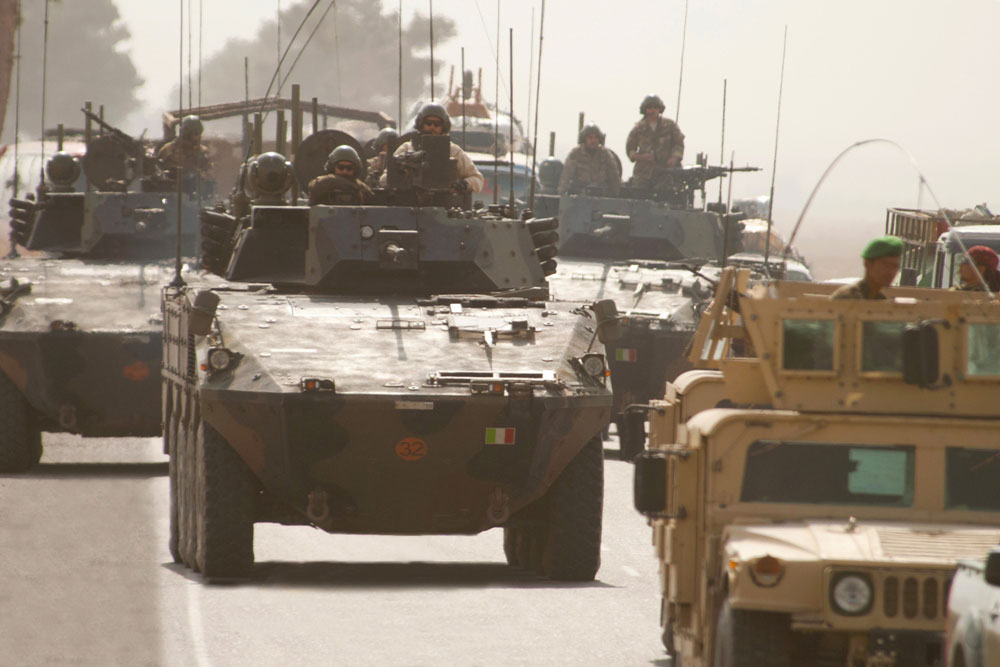
Włoska Brygada Sassari w sierpniu 2012

W 2012 pojawiła się plaga ataków afgańskich żołnierzy i policjantów na wojskowych ISAF. Przez cały 2012 rok w wyniku skierowania przez afgańskich żołnierzy lub policjantów broni przeciwko swym cudzoziemskim sojusznikom, zginęło 58 żołnierzy. Podsycało to obawy o dalszy przebieg procesu przekazywania Afgańczykom odpowiedzialności za bezpieczeństwo własnego kraju. Mnożące się ataki afgańskich żołnierzy na ich zachodnich sojuszników posiały między nimi nieufność i wrogość, a wiele państw podjęło pod ich wpływem decyzje o wycofaniu swoich kontyngentów z Afganistanu wcześniej niż przed końcem 2014 roku.
W związku z takim obrotem spraw Stany Zjednoczone zawiesiły szkolenie paramilitarnej Afgańskiej Policji Lokalnej (ALP), a każdy z kandydatów na funkcjonariusza został poddany dodatkowej weryfikacji. Tymczasem afgańska armia przeprowadziła śledztwo w sprawie masowych ataków na żołnierzy koalicji. W wyniku niego wydaliła ze służby setki żołnierzy z powodu utrzymywania przez nich kontaktów z talibskimi rebeliantami. Wstrzymano też werbunek nowych rekrutów. W związku z tym były dowody, że ataki wśród sojuszników były inspirowane przez talibów, którzy przekupowali żołnierzy, bądź też wysyłali w formacje armii swoich ludzi. Jednak szacunki Pentagonu wykazały talibowie do ataków typu „green-on-blue” przyczyniają się w 25–30%, a reszta odsetku to ataki spontaniczne, których przyczyną jest głęboka niechęć afgańskich rekrutów do międzynarodowych sojuszników.
W związku z tego typu atakami NATO zawiesiło wspólne patrole i operacje żołnierzy zachodnich z afgańskimi. Wspólne operacje bojowe na szczeblu drużyny, plutonu czy kompanii zostały wstrzymane 18 września 2012. Zawieszenie współpracy oznaczało także wstrzymanie wspólnych patroli i pacyfikacji wiosek, a także obław przeciwko talibom. Utrudniało to też, szkolenie 350-tysięcznego afgańskiego wojska, które ma być gotowe do przejęcia pełnej odpowiedzialności za kraj po 2014, a czystki w wojsku, zawieszenie rekrutacji i misji szkoleniowej niwelowały te założenia. Jednakże część patroli zostało wznowionych 28 września 2012. Spektakularną akcją wiążącą się pośrednio z zaufaniem do armii afgańskiej było zniszczenie w tym roku przez 15 talibów przebranych w mundury afgańskie 6 amerykańskich samolotów AV-8B Harrier w bazie Camp Bastion i uszkodzenie dwóch dalszych.
Według raportów ONZ w 2012 po raz pierwszy od sześciu lat spadła liczba ofiar cywilnych. Zginęło wówczas 2754 cywilów, czyli o 12 proc. mniej niż rok wcześniej. Rannych zostało 4805 cywilów. W raporcie podkreślono, że za ofiary cywilne w 81% odpowiedzialne są siły talibskie, a w 8% alianci. Pozostałe 11% nie zostało przypisane. W 2012 o 700% zwiększyła się liczba zamachów na afgańskich urzędników, również liczba zabitych kobiet w atakach wzrosła (301 zabitych). W 2012 USA używała także częściej samolotów bezzałogowych. Użyteczność dronów (506 razy) wzrosła o 72% w porównaniu z rokiem poprzednim. W ostrzałach prowadzonych przez samoloty bezpilotowe zginęło 16 cywilów.

### 2013: Negocjacje pokojowe i pakt bezpieczeństwa

#### Spotkanie waszyngtońskie Obama-Karzaj
11 stycznia 2013 w Białym Domu doszło do spotkania Baracka Obamy z Hamidem Karzajem, podczas którego ustalono, że siły afgańskie przejmą całkowitą kontrolę nad państwem na wiosnę 2013. Oznaczało to że, afgańskie siły zaczęły odgrywać wiodącą rolę w operacjach bojowych, a żołnierze ISAF wycofali się z miast i wiosek do baz. Utrzymano termin wycofania wojsk koalicji do końca 2014, ustalony w Chicago. Obama dodał, że główny cel operacji, czyli demontaż struktur terrorystycznych, do takiego stopnia, by nie mogli ponownie zaatakować stanów Zjednoczonych, został osiągnięty. Zapowiedział, że po 2014 jego amerykańskie wojska będą szkolić, instruować i trenować afgańskie siły bezpieczeństwa, udzielać doradztwa oraz pomagać Afgańczykom w samoobronie indywidualnej.
10 lutego 2013 generał Joseph Dunford przejął dowództwo Międzynarodowych Sił Wsparcia Bezpieczeństwa zastępując na stanowisku generała Johna Allena, który został nowym naczelnym dowódcą połączonych sił zbrojnych NATO w Europie.

#### Tajne rozmowy w Oslo i rokowania w Dosze
Po spotkaniu Obama-Karzaj rozpoczęły się negocjacje w sprawie paktu bezpieczeństwa. Ich celem jest określenie zasad amerykańskiej obecności wojskowej w Afganistanie w nadchodzących latach. Z kolei w norweskim Oslo rozpoczęły się kilkumiesięczne tajne negocjacje z talibami, zakończone otwarciem przez afgańskich talibów biura w stolicy Kataru, Dosze. Po informacji o otwarciu biura w Dosze z 18 czerwca 2013, ogłoszono, iż dwa dni później rozpoczną się tam rokowania talibów ze Stanami Zjednoczonymi, a następnie z afgańskim rządem. Talibowie wstępnie zgodzili się na warunki negocjacji oraz na odcięcie się od Al-Ka’idy. Wyznaczyli również swoich przedstawicieli w postaci mułły Omara i aktywistów siatki Hakkaniego.
Jednak 19 czerwca 2013 rząd Karzaja ogłosił, iż Wysoka Rada Pokoju wyłoniona przez Karzaja nie będzie brał udziału w rozmowach z talibami w Dosze. Jako powód podał, że spotkanie nie będzie miało charakteru procesu pokojowego oraz nie przewodzili nim Afgańczycy. Tymczasem talibowie zapowiedzieli, że pomimo rozmów z Amerykanami będą kontynuowali ataki i zamachy w Afganistanie. Innym powodem były kontrowersje związane otwarciem biura. Rozpoczęcie rozmów odroczono z powodu kontrowersji, związanych z wywieszeniem flagi i tablicy mogących sugerować, że jest ono placówką emigracyjnych władz Islamskiego Emiratu Afganistanu. Symbole te zdjęto 24 czerwca 2013, jednak dzień później nastąpił szturm na pałac prezydencki w Kabulu, który mimo zakończenia porażką, oddalił perspektywę rokowań w Dosze i skompromitował siły bezpieczeństwa, które przejęły odpowiedzialność za cały kraj. Biuro w Dosze zostało zamknięte 9 lipca 2013. Powodem było „złamanie złożonych obietnic”. Mimo tego talibowie i emisariusze Karzaja potajemnie spotykali się i negocjowali, by doprowadzić do wznowienia oficjalnych rokowań.

#### Przekazanie odpowiedzialności za kraj afgańskim siłom bezpieczeństwa
W międzyczasie zgodnie ze styczniowymi ustaleniami waszyngtońskimi, 18 czerwca 2013 siły ISAF oddały siłom afgańskim odpowiedzialność za bezpieczeństwo całego Afganistanu. Podczas uroczystej ceremonii na obrzeżach Kabulu dowódca Międzynarodowych Sił Wsparcia Bezpieczeństwa gen. Joseph Dunford przekazał afgańskim siłom kontrolę nad ostatnimi 95 okręgami. Wszystkie znajdują się w niespokojnych prowincjach na południu i południowym wschodzie kraju, przy granicy z Pakistanem, gdzie aktywni są talibowie, m.in. w prowincji Kandahar, a także w Nangarhar, Chost, Paktia, Kunar i Helmand.
Od tej pory stacjonujące wciąż w Afganistanie wojska koalicji międzynarodowej rozpoczęły pełnić rolę doradczą. Stopniowo zagraniczne oddziały mają się wycofywać z kraju, a proces ten ma się zakończyć z końcem 2014. Proces przekazywania afgańskim oddziałom wojska i policji odpowiedzialności za zapewnienie bezpieczeństwa w kraju rozpoczął się w 2011 od przekazania prowincji Bamian.
Po przekazaniu pełnej odpowiedzialności za kraj afgańskim służbom bezpieczeństwa, w lipcu i sierpniu 2013 podczas ramadanu doszło do licznych ataków terrorystycznych. Jeden z bardziej krwawych miał miejsce 2 sierpnia 2013, kiedy patrol policjantów i żołnierzy powracający z operacji bojowej w prowincji Nangarhar, podczas której zabito 16 talibów, wpadł w zasadzkę. Zginęło w niej 22 funkcjonariuszy bezpieczeństwa. Atak został jednak odparty, przy czym zginęło kolejnych 60 rebeliantów. Sytuacja po przejęciu odpowiedzialności za wszystkie prowincje w kraju dla sił bezpieczeństwa była bardzo ciężka. Od wiosny do końca sierpnia 2013 zginęło prawie 2 tys. policjantów (tyle, co w ciągu całego roku 2012). O 25% wzrosła również liczba ofiar cywilnych.
Talibowie dokonywali również zuchwałych ataków. 26 sierpnia 2013 rebelianci dokonali szturmu na amerykańską bazę w prowincji Kapisa. Atak został odparty za pomocą lotnictwa. Dwa dni później talibowie zaatakowali polską bazę w prowincji Ghazni. Wjechali w mur silnie ufortyfikowanej bazy ciężarówką wyładowaną materiałami wybuchowymi, po czym zaczęli prowadzić ogień. Po sześciogodzinnych walkach napastnicy zostali odparci, jednak śmiertelnie ranny został polski żołnierz, a 9 innych odniosło lżejsze obrażenia. Zginął także amerykański żołnierz oraz 7 afgańskich żołnierzy i policjantów, wszyscy napastnicy, a także siedmiu cywilów. Z kolei 2 września 2013 partyzanci napadli na amerykańską bazę w Torkham na przejściu granicznym z Pakistanem. Tam również zamachowcy-samobójcy wysadzili ciężarówki po bramami bazy. Po czterogodzinnej bitwie zostali pokonani.
8 września 2013 talibowie wysadzili samochód-pułapkę pod siedzibą wywiadu nieopodal Kabulu. Zginęło czterech żołnierzy afgańskich. Natomiast 13 września 2013 partyzanci zaatakowali amerykański konsulat w mieście Herat. Zamachowcy samobójcy wysadzili się w powietrze w ciężarówce zaparkowanej przed głównym wejściem budynku. Następnie inni napastnicy ostrzelali konsulat karabinami maszynowymi. Zginęło łącznie dziesięć osób, w tym siedmiu atakujących rebeliantów. 15 października 2013 w zamachu w meczecie zginął gubernator prowincji Logar – Arsallah Dżamal.

#### Bilateralny Pakt Bezpieczeństwa
12 października 2013 sekretarz stanu USA John Kerry i prezydent Karzaj osiągnęli wstępne porozumienie w sprawie dwustronnego paktu bezpieczeństwa, określającego wielkość kontyngentu amerykańskiego po 2014. Umowa została zatwierdzona przez Loję Dżirgę, która zabrała się w dniach 19–24 listopada 2013, jednak prezydent Hamid Karzaj oświadczył, że nie podpisze go przed wyborami prezydenckimi zaplanowanymi na 5 kwietnia 2014. Karzaj postawił nowe warunki Amerykanom, m.in. wstrzymania operacji militarnych przeciwko domom Afgańczyków oraz zwolnienia obywateli afgańskich z więzienia w Guantanamo. Do tego Gulb ad-Din Hakmatjar ogłosił, że zakończy walkę, jeśli Karzaj nie podpisze paktu.
15 grudnia 2019 Australia wycofała z prowincji Uruzgan swoje jednostki bojowe, kończąc tym samym swoją misję w ramach ISAF. Około 400 Australijczyków pozostało w Afganistanie na misji niebojowej, głównie w Kabulu i Kandaharze, polegającej na szkoleniu i doradzaniu afgańskim siłom bezpieczeństwa.
Misja Pomocowa ONZ w Afganistanie (UNAMA) podała w corocznym raporcie, że w 2013 w konflikcie w Afganistanie zginęło co najmniej 2959 cywilów (wzrost w porównaniu z 2012 o 7%), a 5656 zostało rannych (wzrost o 17%).

### 2015−2017: Walka z Państwem Islamskim
Na przełomie 2015 i 2016 r, część oddziałów talibskich złożyło przysięgę baja kalifowi Państwa Islamskiego i rozpoczęło działania skierowane zarówno przeciwko wojskom państw zachodnich, jak i samym talibom. W ramach walki ze wspólnym wrogiem, amerykańskie wojska dokonywało nalotów lotniczych na zidentyfikowane dzięki podsłuchiwaniu talibskich częstotliwości radiowych bazy i oddziały Państwa Islamskiego, przez co amerykańscy operatorzy dronów nazywani byli humorystyczne "Talibskimi Siłami Powietrznymi".

### 2018−2020: Rozmowy pokojowe
W 2018 r. podjęto rozmowy pokojowe, które zakończyły się podpisaniem porozumienia w 2020 r. między Stanami Zjednoczonymi a talibami, bez uwzględniania stanowiska ówczesnego rządu afgańskiego.
Porozumienie przewidywało ograniczenia w prowadzeniu walk zarówno dla USA, jak i Talibów, a także przewidywało wycofanie wszystkich sił NATO z Afganistanu w zamian za zobowiązania Talibów w zakresie przeciwdziałania terroryzmowi.
Doprowadziło ono do upadku morale afgańskiego wojska i sił bezpieczeństwa (ANDSF) oraz lokalnej ludności.

### 2021: Upadek rządu i przejęcie władzy przez talibów
Talibowie rozpoczęli ogólnokrajową ofensywę w maju 2021 roku. Jednym z pierwszych celów ich ataku była zapora wodna w pobliżu Kandaharu, którą zdobyli 6 maja.
5 lipca bojownicy rozpoczęli serię ataków na miasta w północnej części kraju. Według amerykańskiego dowództwa talibowie kontrolowali wówczas już połowę dystryktów Afganistanu.
14 sierpnia 2021 r. talibowie dotarli na rogatki miasta, gdzie się zatrzymali się zgodnie z wolą Abdula Ghaniego Beradara liczącego na bezkrwawe przekazanie władzy przy pośrednictwie byłego prezydenta Hamida Karzaja. Ten były przywódca Afganistanu uważał, że drogą kompromisu powinna zostać przywrócona królewska konstytucja z lat 60., w oparciu o którą zostałaby zwołana Wielka Dżirga, która wyłoniłaby nowy, rebeliancki rząd, któremu legalnie przekazałby władzę upadający rząd Aszrafa Ghaniego. W tym celu wygłosił w telewizji afgańskiej orędzie w którym prosił mieszkańców miasta o zachowanie spokoju, jednocześnie zapewniając o woli talibów do przejęcia władzy w sposób pokojowy.
Rano 15 sierpnia, gdy faktem dokonanym okazała się ucieczka prezydenta, członków aparatu bezpieczeństwa oraz rządu, zastępca szefa ochrony prezydenta zaapelował do Karzaja o pojęcie się pełnienia obowiązków prezydenta na ten czas, czemu polityk odmówił, gdyż chciał pozostać pierwszym od stu lat władcą afgańskim, który legalnie oddał władzę i nie został jej siłowo pozbawiony. Po południu tego samego dnia, w związku z nasilającymi się grabieżami i chaosem w mieście, Karzaj poinformował telefonicznie Beradara o konieczności wkroczenia talibów do miasta. 
Następnego dnia Taliban ogłosił koniec wojny w Afganistanie.

## Siły koalicji i straty

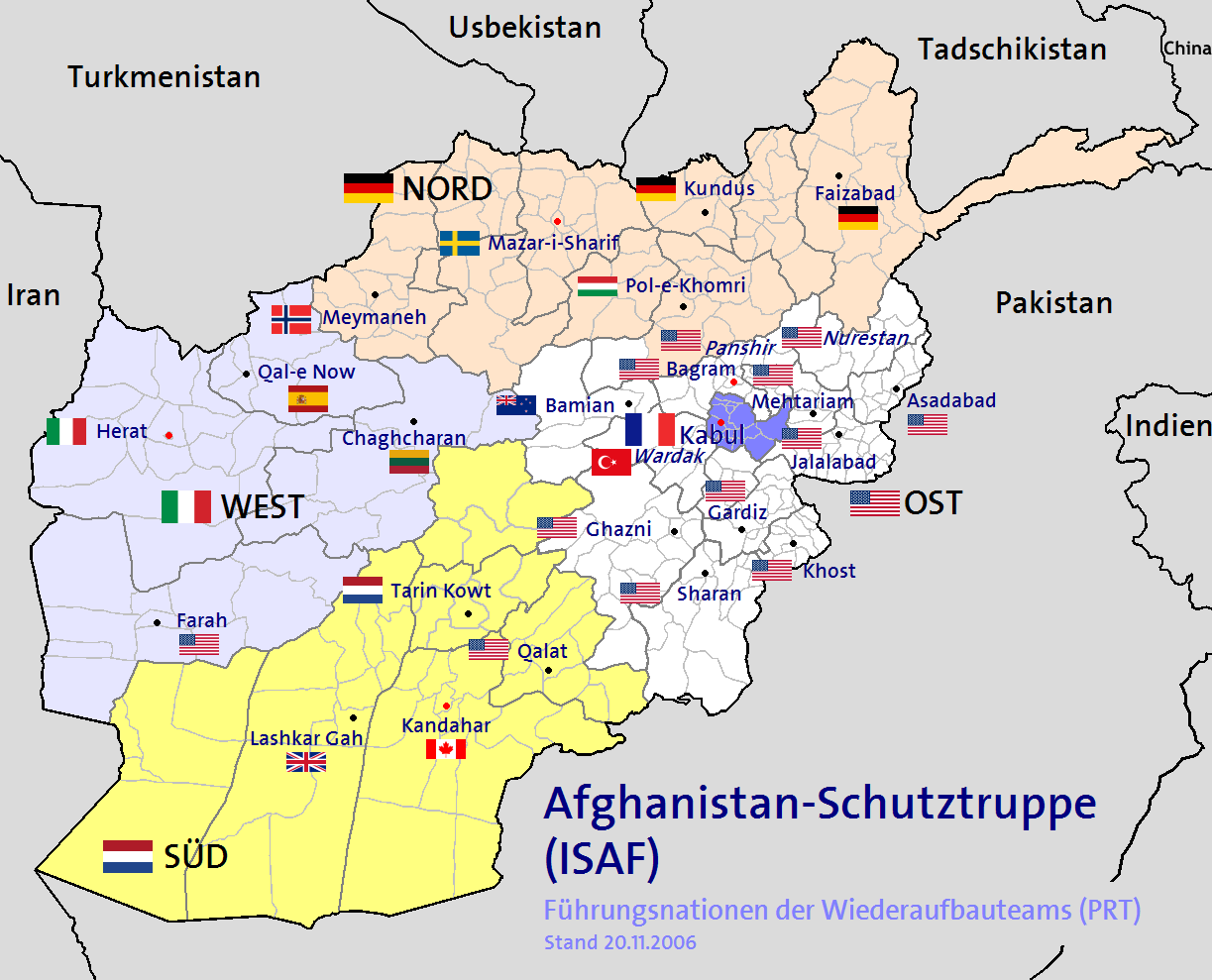
Rozmieszczenie sił ISAF w Afganistanie w 2006

| Państwo                      | Największy stan kontyngentu | Liczba zabitych |
| ---------------------------- | --------------------------- | --------------- |
| Albania                      | 333                         | 1               |
| Armenia                      | 127                         | 0               |
| Australia                    | 1550                        | 41              |
| Austria                      | 3                           | 0               |
| Azerbejdżan                  | 94                          | 0               |
| Bahrajn                      | 95                          | 0               |
| Belgia                       | 524                         | 1               |
| Bośnia i Hercegowina         | 59                          | 0               |
| Bułgaria                     | 602                         | 1               |
| Chorwacja                    | 320                         | 0               |
| Czarnogóra                   | 40                          | 0               |
| Czechy                       | 529                         | 14              |
| Dania                        | 750                         | 43              |
| Estonia                      | 162                         | 9               |
| Finlandia                    | 181                         | 2               |
| Francja                      | 4000                        | 86              |
| Grecja                       | 162                         | 0               |
| Gruzja                       | 1561                        | 29              |
| Hiszpania                    | 1606                        | 34              |
| Holandia                     | 2000                        | 25              |
| Irlandia                     | 7                           | 0               |
| Islandia                     | 6                           | 0               |
| Jordania                     | 50                          | 2               |
| Kanada                       | 3000                        | 158             |
| Korea Południowa             | 350                         | 1               |
| Litwa                        | 241                         | 1               |
| Luksemburg                   | 10                          | 0               |
| Łotwa                        | 180                         | 3               |
| Macedonia                    | 177                         | 0               |
| Malezja                      | 46                          | 0               |
| Niemcy                       | 4811                        | 54              |
| Mongolia                     | 102                         | 0               |
| Nowa Zelandia                | 191                         | 11              |
| Norwegia                     | 538                         | 10              |
| Polska                       | 2600                        | 44              |
| Portugalia                   | 155                         | 2               |
| Rumunia                      | 2000                        | 25              |
| Salwador                     | 25                          | 0               |
| Singapur                     | 39                          | 0               |
| Słowacja                     | 343                         | 3               |
| Słowenia                     | 80                          | 0               |
| Stany Zjednoczone            | 90000                       | 2463            |
| Szwecja                      | 500                         | 5               |
| Tonga                        | 55                          | 0               |
| Turcja                       | 1786                        | 14              |
| Ukraina                      | 24                          | 0               |
| Węgry                        | 582                         | 7               |
| Wielka Brytania              | 9500                        | 455             |
| Włochy                       | 4000                        | 48              |
| Zjednoczone Emiraty Arabskie | 35                          | 0               |